# Jean Houzeau de Lehaie
Pour les articles homonymes, voir Houzeau.
Jean Houzeau de Lehaie (6 mars 1867-4 septembre 1959) est un biologiste belge qui a consacré sa vie entière à l'étude des bambous, à l’introduction de nouvelles espèces venues essentiellement du Japon, de la Chine puis de l'Inde et à leur acclimatation en Belgique dans sa propriété de l’Ermitage située près de Mons. Il est le fils d'Auguste Houzeau de Lehaie et le neveu de Jean-Charles Houzeau de Lehaie.
Créateur d'une revue spécialisée éditée à compte d'auteur (bulletin périodique Le Bambou entre 1906 et 1908), tout au long de sa vie il a diffusé gratuitement de nombreux taxons de bambous rustiques et tropicaux en Europe jusqu'à la limite climatique de la Norvège puis en Afrique dans une perspective agronomique. Il a contribué également à l'étude des orchidées principalement en Belgique et en France. Ses études préhistoriques portent notamment sur les Minières néolithiques de silex de Spiennes (près de Mons). Voyageur infatigable à travers toute l'Europe, à 66 ans et 67 ans il fera deux expéditions ethnographiques en AOF. Entre 1945 et 1947 il édite, encore sur ses fonds personnels, l’hebdomadaire La Solidarité paysanne qui a pour objectif de défendre la cause paysanne.

## Origines et influences familiales
Jean Auguste Hyppolite est né le 6 mars 1867, dans une vieille famille patricienne du Hainaut. Pour bien comprendre son œuvre, il est utile d'évoquer rapidement les principaux membres de sa famille qui ont pu l'influencer ainsi que le milieu familial dans lequel il a évolué.
Son grand-père paternel, Charles, orphelin à six ans, est élevé par un grand-parent qui l'envoie à Paris faire des études à Louis-le-Grand et à la Sorbonne (doctorat en droit). Il reçoit en legs de la part de son tuteur un domaine situé près de Mons. Il s’agit de l'ermitage de Saint-Barthélemy, « pittoresque résidence qui s’élève sur les flancs du mont Panisel ». L'ensemble de la propriété représente une trentaine d'hectares.
Charles est un homme très ouvert aux idées des encyclopédistes, de la Révolution française, de la laïcité (telle que l'on pouvait la concevoir à l’époque). D'une grande ouverture d'esprit, il a considérablement enrichi la bibliothèque de l'Ermitage avec des ouvrages rares et précieux sur l'histoire, la littérature et les sciences. Le grand-père de Jean Houzeau de Lehaie épouse en 1819, Adèle Pradier « nature très fine et très artiste, douée d'un esprit fort cultivé, surtout porté sur les belles-lettres et très adroite dans le portrait au crayon ». Charles et Adèle sont les parents de deux garçons : l’un Jean-Charles et l'autre Charles-Auguste, père de Jean Houzeau de Lehaie.
|                                     |                                     |                                     |                                     |                                     |                                     | Adèle Pradier (1799-1892)         | Adèle Pradier (1799-1892)         | Adèle Pradier (1799-1892)             | Adèle Pradier (1799-1892)             | Adèle Pradier (1799-1892)             | Adèle Pradier (1799-1892)             |                                               |                                               |                                               |                                               |                                               |                                               | Charles Houzeau de Lehaie (1791-1885)        | Charles Houzeau de Lehaie (1791-1885)        | Charles Houzeau de Lehaie (1791-1885)        | Charles Houzeau de Lehaie (1791-1885)        | Charles Houzeau de Lehaie (1791-1885)      | Charles Houzeau de Lehaie (1791-1885)      |                                            |                                            |
|                                     |                                     |                                     |                                     |                                     |                                     | Adèle Pradier (1799-1892)         | Adèle Pradier (1799-1892)         | Adèle Pradier (1799-1892)             | Adèle Pradier (1799-1892)             | Adèle Pradier (1799-1892)             | Adèle Pradier (1799-1892)             |                                               |                                               |                                               |                                               |                                               |                                               | Charles Houzeau de Lehaie (1791-1885)        | Charles Houzeau de Lehaie (1791-1885)        | Charles Houzeau de Lehaie (1791-1885)        | Charles Houzeau de Lehaie (1791-1885)        | Charles Houzeau de Lehaie (1791-1885)      | Charles Houzeau de Lehaie (1791-1885)      |                                            |                                            |
|                                     |                                     |                                     |                                     |                                     |                                     |                                   |                                   |                                       |                                       |                                       |                                       |                                               |                                               |                                               |                                               |                                               |                                               |                                              |                                              |                                              |                                              |                                            |                                            |                                            |                                            |
|                                     |                                     |                                     |                                     |                                     |                                     |                                   |                                   |                                       |                                       |                                       |                                       |                                               |                                               |                                               |                                               |                                               |                                               |                                              |                                              |                                              |                                              |                                            |                                            |                                            |                                            |
|                                     |                                     |                                     |                                     | Mélanie de Casembroot (1856-1918)   | Mélanie de Casembroot (1856-1918)   | Mélanie de Casembroot (1856-1918) | Mélanie de Casembroot (1856-1918) | Mélanie de Casembroot (1856-1918)     | Mélanie de Casembroot (1856-1918)     |                                       |                                       | Charles-Auguste Houzeau de Lehaie (1832-1922) | Charles-Auguste Houzeau de Lehaie (1832-1922) | Charles-Auguste Houzeau de Lehaie (1832-1922) | Charles-Auguste Houzeau de Lehaie (1832-1922) | Charles-Auguste Houzeau de Lehaie (1832-1922) | Charles-Auguste Houzeau de Lehaie (1832-1922) |                                              |                                              | Jean-Charles Houzeau de Lehaie (1820-1888)   | Jean-Charles Houzeau de Lehaie (1820-1888)   | Jean-Charles Houzeau de Lehaie (1820-1888) | Jean-Charles Houzeau de Lehaie (1820-1888) | Jean-Charles Houzeau de Lehaie (1820-1888) | Jean-Charles Houzeau de Lehaie (1820-1888) |
|                                     |                                     |                                     |                                     | Mélanie de Casembroot (1856-1918)   | Mélanie de Casembroot (1856-1918)   | Mélanie de Casembroot (1856-1918) | Mélanie de Casembroot (1856-1918) | Mélanie de Casembroot (1856-1918)     | Mélanie de Casembroot (1856-1918)     |                                       |                                       | Charles-Auguste Houzeau de Lehaie (1832-1922) | Charles-Auguste Houzeau de Lehaie (1832-1922) | Charles-Auguste Houzeau de Lehaie (1832-1922) | Charles-Auguste Houzeau de Lehaie (1832-1922) | Charles-Auguste Houzeau de Lehaie (1832-1922) | Charles-Auguste Houzeau de Lehaie (1832-1922) |                                              |                                              | Jean-Charles Houzeau de Lehaie (1820-1888)   | Jean-Charles Houzeau de Lehaie (1820-1888)   | Jean-Charles Houzeau de Lehaie (1820-1888) | Jean-Charles Houzeau de Lehaie (1820-1888) | Jean-Charles Houzeau de Lehaie (1820-1888) | Jean-Charles Houzeau de Lehaie (1820-1888) |
|                                     |                                     |                                     |                                     |                                     |                                     |                                   |                                   |                                       |                                       |                                       |                                       |                                               |                                               |                                               |                                               |                                               |                                               |                                              |                                              |                                              |                                              |                                            |                                            |                                            |                                            |
|                                     |                                     |                                     |                                     |                                     |                                     |                                   |                                   |                                       |                                       |                                       |                                       |                                               |                                               |                                               |                                               |                                               |                                               |                                              |                                              |                                              |                                              |                                            |                                            |                                            |                                            |
| Louis Houzeau de Lehaie (1857-1872) | Louis Houzeau de Lehaie (1857-1872) | Louis Houzeau de Lehaie (1857-1872) | Louis Houzeau de Lehaie (1857-1872) | Louis Houzeau de Lehaie (1857-1872) | Louis Houzeau de Lehaie (1857-1872) |                                   |                                   | Charles Houzeau de Lehaie (1860-1919) | Charles Houzeau de Lehaie (1860-1919) | Charles Houzeau de Lehaie (1860-1919) | Charles Houzeau de Lehaie (1860-1919) | Charles Houzeau de Lehaie (1860-1919)         | Charles Houzeau de Lehaie (1860-1919)         |                                               |                                               | Jean Auguste Hyppolite de Lehaie (1867-1959)  | Jean Auguste Hyppolite de Lehaie (1867-1959)  | Jean Auguste Hyppolite de Lehaie (1867-1959) | Jean Auguste Hyppolite de Lehaie (1867-1959) | Jean Auguste Hyppolite de Lehaie (1867-1959) | Jean Auguste Hyppolite de Lehaie (1867-1959) |                                            |                                            |                                            |                                            |

### Jean-Charles Houzeau de Lehaie

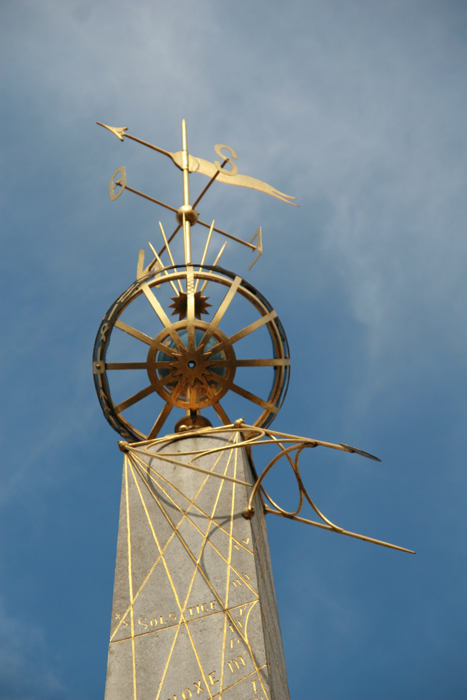
Sphère armillaire à Mons en l'honneur de Jean-Charles Houzeau

L'oncle Jean-Charles Houzeau de Lehaie (1820-1888) est un autodidacte, doté d'un esprit scientifique, influencé part les idées républicaines de son père, il est surtout connu comme expert en astronomie. Ses engagements politiques lui ont fait perdre son emploi d’aide astronome à l'Observatoire royal de Belgique. Son esprit téméraire et aventurier l'a conduit à s'installer outre-Atlantique. En 1857 il accoste avec un petit voilier sur les côtes de La Nouvelle-Orléans. Arpenteur géomètre puis frontierman dans l’Ouest du Texas, il revient à San Antonio au début de la guerre de Sécession. Ne voulant ni être tué par les planteurs texans ni être enrôlé dans l'Armée sudiste, il fuit au Mexique. Puis il revient à La Nouvelle-Orléans pour s'engager au péril de sa vie pour la cause des Noirs et pour l'abolition de l'esclavage. Il va ainsi collaborer au journal des Noirs Unions puis devenir directeur de La Tribune. La feuille locale est devenue un quotidien d’envergure nationale qui fait sensation dans les États-Unis. À ses parents, Jean-Charles Houzeau écrit de La Nouvelle-Orléans, le 31 mars 1867 : « Au 15 mai je vais prendre l'air des champs, et travailler à des choses de mon choix. C'est un droit que j'ai acheté. Je laisse mes amis de couleur en possession du droit du suffrage, c'est-à-dire que la dernière des conquêtes qu'ils avaient à faire est réalisée. Et je puis dire que j'y ai eu ma bonne part ». Passé la guerre de Sécession, Jean-Charles Houzeau s'installe en Jamaïque. Il y passe les meilleurs moments de sa vie : petit planteur de café, instituteur, il va se consacrer à l'astronomie et à la littérature. Après 19 ans d’expatriation volontaire, il revient en Belgique, et, à sa grande surprise, il est nommé directeur de l'Observatoire par le roi Léopold II.

## Formation aux sciences de la nature à l'Ermitage
Cadet d'une famille de trois enfants, il est né à l'Ermitage le 6 mars 1867. À cette époque, son parrain Jean-Charles s'apprêtant à quitter La Nouvelle-Orléans et le métier de journaliste a offert à l'heureux père une presse de maison pouvant imprimer des étiquettes, des en-têtes de lettres, des fiches bibliographiques ou réaliser des catalogues de collection "envoyés à dix, vingt, trente amis, pour proposer des échanges". À l'image de son oncle, une fois son diplôme de fin d'études secondaires en poche, il conduit librement ses études et s'intéresse plus particulièrement à la botanique, la géographie physique et la Préhistoire.
La riche bibliothèque de ses ancêtres et l’éducation parentale nourrissent et forment son esprit scientifique. Le parc de l’Ermitage, « situé dans un repli du terrain du bois de Mons, avec ses arbres séculaires, ses fleurs, ses serres, ses étangs… » est le terrain privilégié de la mise en pratique des connaissances acquises par Jean Houzeau à l'occasion de ses nombreuses lectures, à l'instar de Jean-Charles qui avait réalisé un petit observatoire d’astronomie. Jean, a le regard fixé sur « le monde des insectes, celui des oiseaux et des plantes ». En effet, le parc de l’Ermitage offre « un matériel de choix à ses recherches commencées avec l’aurore, continuées pendant toute la journée et prolongées jusqu'à bien tard dans la nuit ».
L'origine de la culture des bambous par Jean Houzeau de Lehaie remonte à 1883. Lors d'une journée qu’il organise en été 1922 (la visite de l’Ermitage fait suite à celle du site géologique de Helin, des galeries préhistoriques de Spiennes et d'un terrain d’observation de la faune de la flore et du sol), il explique aux excursionnistes : « La collection fut transportée d’Hyon à l’Ermitage en 1898. Ces plantes sont pour la plupart fort peu accommodantes. Il a fallu de très longs tâtonnements pour connaître leurs exigences et les règles de leur culture ». Mais comment le goût de la botanique et l’intérêt précoce pour les bambous lui sont-ils venus ?
Sa mère Mélanie, née de Casembroot, éveille le jeune Jean avec des « narrations enchanteresses » qui sont autant d’invitations au voyage sous les tropiques ; elle n’a pas oublié le charme des plantes exotiques, souvenirs d’un long séjour au Suriname lorsque son père, général hollandais, était en garnison : « Pour qui n'a pas vécu sous les tropiques, il est difficile de s'imaginer la majesté des forêts de bambous » écrira Jean en 1906.
Lorsque Jean Houzeau fait ses premières expériences de plantations de bambous dans la propriété d'Hyon, il n'a que 16 ans. Il bénéficie des encouragements de ses parents.
Auguste Houzeau de Lehaie, accompagné de son fils Jean, a été un visiteurs assidu des jardins botaniques et des jardins d'amateurs en Belgique, en France et en Angleterre. Les deux ont probablement visité les grandes exploitations horticoles de l'époque et ont peut-être côtoyé les grands horticulteurs français et belges. Pour la Belgique, Louis Van Houtte tient une place toute particulière. Amateur passionné de botanique, grand explorateur de plantes, il fonde le magazine mensuel L'Horticulture belge (1836), devient responsable de la Société royale d'horticulture de Belgique (1837), et publie un annuaire (en français) Flore des serres et des Jardins d’Europe, catalogue luxueux à l'adresse des amateurs de jardins curieux de plantes nouvelles. Il crée à Gand une pépinière unique au monde : bien évidemment, sur les milliers de plantes en stock dans ses pépinières, les bambous représentent une infime partie : Louis Van Houtte commercialise l'Arundinaria falconeri dès 1848 et l’Arundinaria fortunei envoyé du Japon en 1863 et ces plantes vont figurer dans la collection de Jean Houzeau.

### Consultation des écrits des autorités botaniques en matière de bambous
Ses notes bibliographiques témoignent bien des recherches documentaires très approfondies qu'il a effectuées sur les bambous. Il analyse de nombreuses revues spécialisées de botanique, d'horticulture, d'ethnographie d'Europe et du Japon. Ainsi à titre d’exemple il a recensé tous les articles sur les bambous de la Revue horticole. Rien de ce qui a été publié sur les bambous ne lui est étranger, quel que soit le domaine (botanique, économique, agronomique, artisanal)… Ses archives reflètent bien l’étendue de ses investigations à ce sujet. Tous les grands auteurs botaniques du XIXe siècle lui sont familiers. On peut citer, par exemple, Franz Josef Ivanovich Ruprecht, Philipp Franz von Siebold (l’introducteur du Pseudosasa japonica en 1850), Freeman Mitford, Sir Dietrich Brandis et G.S. Gamble, ainsi que ses homologues et contemporains nippons Tomitarō Makino et Shibatea dont il traduit les écrits relatifs aux bambous.
Au plus près des connaissances scientifiques des bambous et de leur culture, dans les années 1870 et 1880, Jean Houzeau de Lehaie étudie plus particulièrement les travaux d'Auguste et Charles Rivière, Les Bambous (1879) et ceux de William Munro, Monograph of Bambusaceae (1886). On peut citer aussi les travaux du professeur suisse Carl Schröter, ethnographe géographe.

## Essais de culture des bambous en Belgique

### La collection de bambous à l'Ermitage
Le domaine de l’Ermitage est situé à la longitude : 3° 57’ Est de Greenwich, latitude : 50° 27’ nord ce qui correspond à un point situé un peu au nord de Winnipeg au Canada. Au début des années 1900, la température moyenne annuelle en Belgique est d’environ 10 °C, le minimum absolu de – 20 °C et le maximum absolu est de + de 35 °C. La pluviométrie annuelle est d’environ 700 mm. Ce qui fait dire à Jean Houzeau de Lehaie que la région qu’il habite participe encore au climat maritime de l’Ouest de l’Europe, mais les coups de froid sibérien annulent souvent les effets du Gulf Stream et il peut ainsi geler au cours de tous les mois de l’année. En 1907 par exemple, il a gelé tous les mois sauf au mois d’août, ce qui a été préjudiciable pour la lignification des jeunes chaumes de bambous.
Les premiers essais en plein air sont modestes. Il commence par une faible motte d’Arundinaria japonica (Pseudosasa japonica) cultivé dans la propriété familiale d’Hyon.
Puis en 1885, lors d’un voyage familial à Blois chez l’oncle Charles, l’astronome résidant sur les bords de la Loire pour des raisons de santé, les Houzeau achètent chez un pépiniériste blésois des Phyllostachys nigra et Ph. aurea.
En 1887, « un envoi comprenant de nombreuses espèces nous vint de M. Mazel, à Anduze. Depuis lors, presque chaque année, notre collection s’enrichit de plusieurs espèces ou variétés obtenues par voie d’échange, d’achat, ou reçues de correspondants qui secondent notre œuvre de vulgarisation. »
Le wild garden qui entoure la demeure de l’Ermitage représente environ 4 ha. Il comprend 50 ares de potager et le reste est constitué de bois, de pièces d’eau et de prairies fraîches et pâturées. À proximité de l’habitation de la famille Houzeau se situe une serre suffisamment vaste et qui contient en hiver 2000 pots et 500 espèces végétales. En 1908, la collection de bambous de Jean Houzeau comprend 60 taxons répartis dans 4 genres : Arundinaria (21 variétés), Bambusa (9), Dendrocalamus (1) et Phyllostachys (18). À la même époque il recense 104 taxons introduits en Europe (distribués dans 13 genres). Jean précise que 40 variétés ont été essayées avec plus ou moins de succès en plein air. Nous pouvons observer sur les photos prises par Jean en 1907 à l’Ermitage les touffes de bambous plantées à proximité du logis. Il s’agit notamment de géants en provenance de Prafrance plantés en avril 1905 : Ph. Bambusoides (motte de 400 kg, hauteur des chaumes 14,5 m, avec un diamètre de 7,5 cm), Ph. Mitis, (chaumes de 13,5 m, diamètre 8 cm), et Ph. Pubescens (motte en 3 pièces pesant 1200 kg, chaumes de 16,5 m, diamètre du plus gros chaume 10 cm). Les bambous tropicaux (les Bambusa, une dizaine de variétés classées à l’époque dans le genre Arundinaria et un Dendrocalamus strictus) sont installés dans la serre. Plus tard des bosquets de bambous seront installés dans la partie boisée, près des pièces d’eau et dans certains bosquets de l’exploitation agricole.

Amis des Oiseaux, plantez des bambous !
Extrait de la revue périodique "Le Bambou".
Quand la gelée a dépouillé nos arbres et durci la terre, les oiseaux, qui sont si utiles dans les jardins, ne trouvent que difficilement des refuges contre la bise. Les bambous au feuillage touffu et persistant, l'Arundinaria japonica surtout, leur servent admirablement d'abri. Pendant tout l'hiver, c'est par centaines que nous voyons chaque soir des oiseaux d’espèces variées s'abattre sur chacun de nos massifs de bambous. Ils y sont aussi à l’abri des chats, dont la griffe ne mord pas sur les chaumes durs et lisses, et des rapaces dont le vol est arrêté par la multitude des branchettes. La plante protège l’oiseau ; ce n’est pas en pure perte pour celle-ci : il lui paie tribut en engrais. Amis des oiseaux, qui pensez à nourrir en hiver ces charmants hôtes de nos jardins, n’oubliez pas de leur fournir un bon gîte qui les protège du froid : plantez des bambous!

Le sol du Mont Panisel se prête assez bien à l’implantation des bambous : il est composé de sable glauconieux avec charge argileuse (formation yprésien supérieur).
Grâce aux soins culturaux perfectionnés au cours d’une vingtaine d’années, les cultures de bambous de l’Ermitage se sont développées à merveille jusqu’au fatal hiver 1916-1917. « Celui-ci fut assez rigoureux pour détruire presque tous les massifs jusqu’au niveau du sol. L’hiver 1917-1918 détruisit beaucoup de jeunes repousses et l’hiver 1921-1922 fut encore bien dur pour certaines espèces ».
Quelle déception également y compris pour les oiseaux : alors qu’au début de 1916, « pour la première fois un vol de 4 à 500 étourneaux vient coucher dans les bambous », un an plus tard, pendant plus de 13 jours les minima nocturnes sont inférieurs à – 10 °C, et les trois dernières nuits atteignent – 19 °C. Le 4 février 1917, Jean constate que « les étourneaux désertent les bambous à mesure que ceux-ci succombent au froid excessif ». Désormais il ne rentre plus au dortoir qu’une demi-douzaine d’oiseaux. « Peut être succombent-ils en grand nombre au froid, à la faim ? Après les grandes joies de ces foules, c’est, dans tous les massifs de bambous, le silence et la mort »
« Quant à la riche collection de bambous tropicaux » réunie avant la guerre, elle va subir des gelées, à la suite du bombardement du 11 novembre 1918 des troupes du Commonwealth pour libérer la ville de Mons, après quatre ans d’occupation allemande. Des centaines de vitres de la serre volent en éclats. Cela se produit dans la matinée, peu de temps avant la signature de l’Armistice prévu à 11 heures. Huit jours après la température descend à – 9°…
L’hiver 1921-1922 fut également dur pour certaines espèces. « Il en résulte que peu d’espèces ont repris une vigueur moyenne et que la collection de plein air ne présente qu'un intérêt médiocre, si on la compare à ce qu’elle était en 1915 par exemple. ». Au printemps 1922, lors de la visite guidée que nous avons déjà évoquée, Jean précise que, malgré ces déboires, il reste dans la propriété familiale quelques bosquets qui ont gardé de la vigueur : Phyllostachys viridiglaucescens, Ph. Violacens, Ph. aurea (en pleine floraison – c’est la première fois qu’il fleurit depuis son introduction en Europe qui remonte à 73 ans !), Ph. flexuosa, Sasa paniculata f. nebulosa et Fagesia nitida, Ph. henonis (qui a fleuri de 1904 à 1906). Enfin Ph. edulis rapporté de Prafrance en avril 1906 a donné un turion de 4 m en 1913. Il le cultive à titre de curiosité.
Si l’étude des bambous va rester un des centres d’intérêt de notre naturaliste jusqu’à son dernier souffle, toutefois, la phase d’expérimentation culturale, au moins pour les bambous rustiques, est désormais terminée. Pionnier de l’introduction de nouvelles espèces, il a été relais pour la diffusion des bambous ; il continue de l’être avec générosité. Lors de cette fameuse journée, avant de conclure par la visite de sa collection de silex taillés réunie à l’Ermitage et par la distribution de pièces de silex, Jean invite ses chers collègues « que la culture des meilleures espèces de bambous tenterait, de tenir en note [qu’il leur] en offre des divisions à venir prendre au printemps, entre le 15 mars et le 15 avril, autant que possible pendant la période de pluie. »

## L'introduction des bambous en Europe à toute vapeur
En découvrant les travaux de Jean Houzeau de Lehaie, on est surpris de constater que la culture des bambous, notamment en Belgique, n’était pas aussi facile en 1880 que de nos jours. L’expérience de l’introduction était trop récente. Comment expliquer un tel retard par rapport à d’autres végétaux exotiques ?

### Avant les clippers

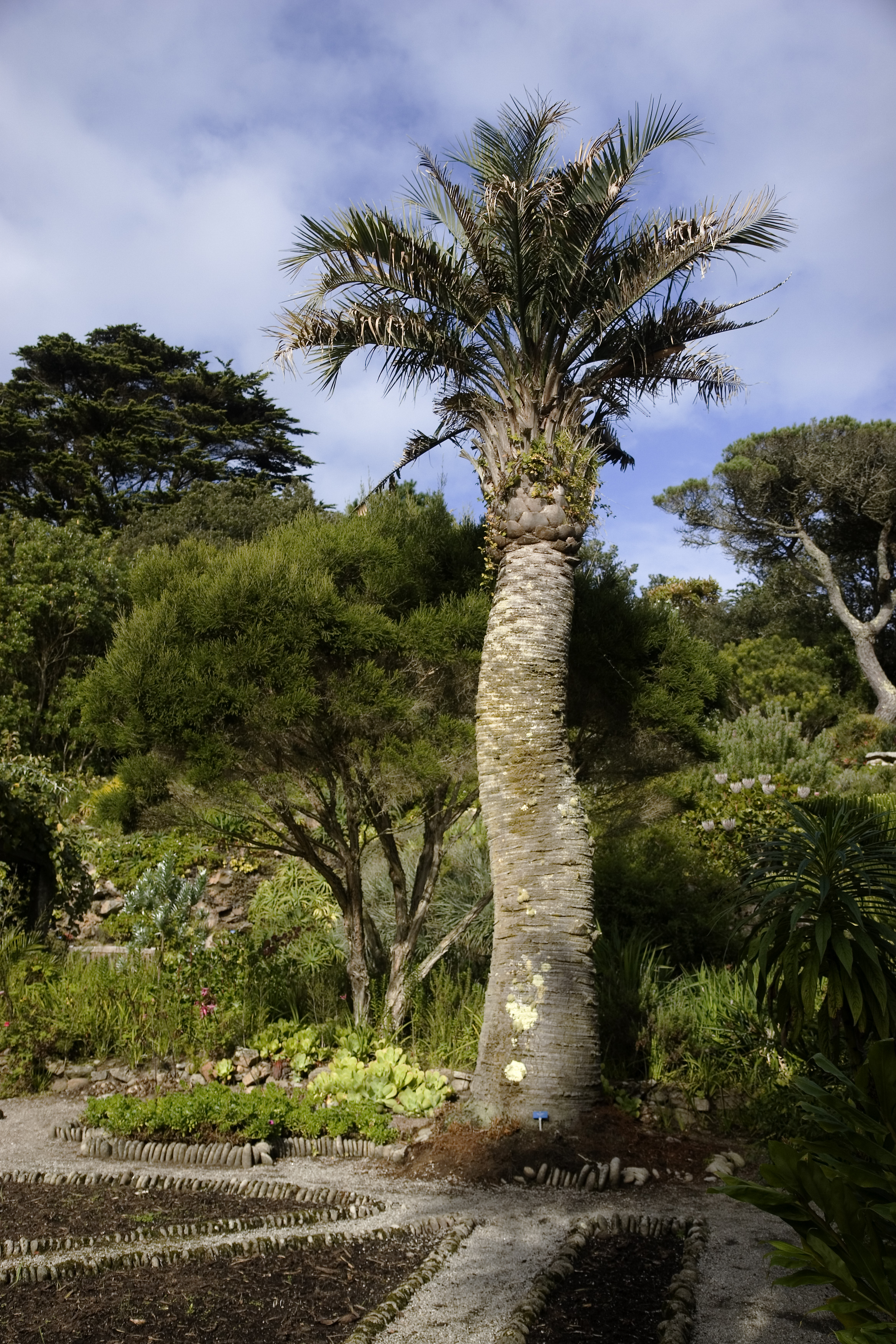
Palmier Butia capitata - Tresco, îles Scilly, Angleterre

. Dès le XVIe siècle, l’engouement pour l’exotisme végétal dans les jardins royaux d’Europe permettait aux princes de « s’émerveiller devant les orangers et les palmiers ». Les pépinières de l’époque introduisaient déjà de multiples plantes exotiques : limoniers, cotonniers, indigotiers, goyaviers, bananiers, canne à sucre, mais pas encore de bambous. Ce ne sont que de curieux arbres « en forme de tube ». qui ne présentent pas vraiment d’intérêt pour l’exploitation agronomique ou horticole en Occident. Au cours du XIXe siècle ces graminées auront les faveurs de quelques botanistes voyageurs et auront donc pendant longtemps meilleure place dans les herbiers que dans les jardins ! Les horticulteurs diffusaient très peu les bambous car la plupart des amateurs de jardins de l’époque les considéraient selon Jean Houzeau comme « une plante vivace » qui « ne produit son effet qu’à longue échéance ». Cependant, la diffusion sélective de ces plantes eut très tôt ses champions.
Si la diffusion des palmiers prit son essor avec l’invention du chauffage central, celle de la vapeur permit l’introduction in vivo des bambous.

### Le temps des clippers
Il faut en effet attendre le début de la révolution industrielle pour qu’arrivent enfin les premiers bambous sur pied en Europe. Jean Houzeau de Lehaie nous apprend ainsi que le Phyllostachys nigra est la première espèce à prendre racine en Occident. Pour notre naturaliste, l’arrivée tardive des bambous en Europe s’explique par « la rareté des fructifications, le peu de temps que les graines de beaucoup d’espèces conservent leur faculté germinative et la lenteur des transports avant l’emploi des navires à vapeur ». En effet, avant l’équipement des Clippers avec des moteurs à vapeur, on peut supposer que les botanistes et pépiniéristes n’imaginaient pas de rapporter des touffes de bambous en raison du risque de dessèchement et de la durée du transport entre l’Extrême-Orient et l’Europe qui pouvait durer jusqu'à six mois. Il aurait fallu des volumineuses tontines pour transporter des plants assez forts (touffes de 500 kg à 1 tonne), avec l’exigence de réserves d’eau très importantes tout au long d’un voyage de plusieurs mois. Techniquement c’était possible mais l’enjeu économique était bien faible par rapport à d’autres plantes. L’invention de Robert Fulton en 1802 va permettre aux clippers équipés de moteur de pallier le manque temporaire de vent. La technologie de l’hélice et de la coque en fer vers 1870, va permettre de rallier par exemple la Cochinchine et Marseille en un temps record.

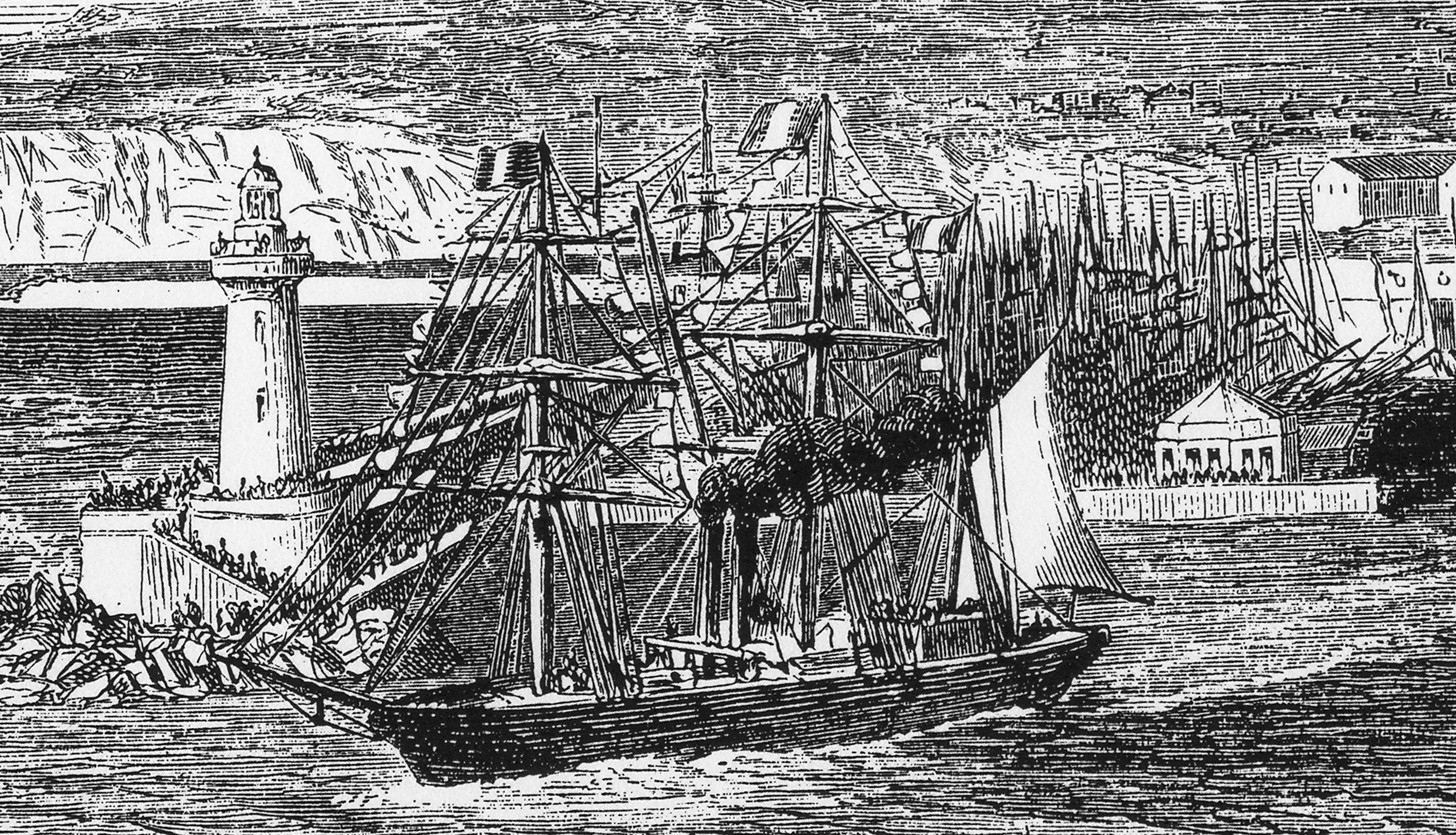
Paquebot français en partance de Marseille pour la Cochinchine,L’Illustration 1er novembre 1862

Pour la période des clippers, Jean Houzeau de Lehaie a pu tracer l’historique des premières introductions. Les Arundinaria gracilis (Drepanostachyum falcatum), Bambusa arundinacea, B. Thouarsi (B. vulgaris), B. aurea (Ph. aurea) en provenance de l’Inde et Ph. mitis (Ph. viridis) originaire de Chine sont importés par M. Denis à Hyères en 1840.
Le Phyllostachys nigra fut réintroduit de Chine en France en 1846 par le vice-amiral Cécile. Ce dernier rapporta du nord de la Chine Ph. viridi-glaucescens, également en France la même année. Les premiers Arundinaria Falconeri (Drepanostachyum f.), furent importés du nord de l’Inde un an plus tard et commercialisés rapidement par le célèbre pépiniériste belge Van Houtte. C'est le botaniste Philipp Franz von Siebold qui introduisit l'Arundinaria japonica (Pseudosasa j.) en 1850. Après une accalmie de douze ans, une nouvelle vague d’importation permet de découvrir et de cultiver en France et en Belgique l’Arundinaria Simonii (1862) grâce à M. Simon, consul de France en Chine, l’Arundinaria Fortunei (1863), le Ph. flexuosa (1864), le Ph. sulfurea (Ph. bambusoides ’holochrysa’) un an plus tard et le Ph. bambusoides importé du nord du Japon en 1866 par l’Amiral du Quilio et qui le confia à Auguste Rivière, directeur du Jardin d'essai du Hamma à Alger.
Cette première période trouve son terme avec l’importation de Chine du Phyllostachys violascens.

### La période des vapeurs à hélice
Avec la période des « vapeurs à hélice », les passionnés de bambous vont introduire de nombreuses espèces. Jean Houzeau, à travers ses lectures et sa correspondance décrit bien cette période. Le banquier florentin Fenzi introduit le Bambusa quadrangularis (Chimonobambusa q.) et le Phyllostachys nidularia. Avant 1877 Arundinaria aureo-striata, Bambusa Ragamowskii (A. R.), B. spinosa (B. arundinacea), Dendrocalamus latifolius et strictus figurent déjà dans l’arboretum du château de Segrez à Saint-Sulpice-de-Favières.
Dans les années 70 le fameux hybrideur de nymphéas, Joseph Bory Latour-Marliac (en), « le plus grand importateur [de bambous] en Europe » fait venir Phyllostachys Boryana, Ph. Castilloni, Ph. Marliacea, les A. Chino ‘Laydekeri’ et fastuosa (Semiarundinaria f.) et le Bambusa Alphonse-Karri. Dans cette même décennie le Dr Hénon de Genève, après un long séjour au Japon, rapporte Phyllostachys pubescens (Ph. edulis) décrit admirablement par Jean Houzeau de Lehaie dans le premier article de fond de sa revue (nous allons en parler plus loin), le Ph. aurea et bambusoides, B. nana (B. multiplex). Le Ph. puberula qui sera désigné Ph. Henonis (Ph. nigra gr. Henonis) fera l’objet d’une communication de son introducteur dans la revue Le Bambou : il sera le seul qui se soit maintenu et multiplié en Suisse.
En 1902, le Dr Ernst Pfitzer, professeur de botanique à l’université de Heidelberg, correspondant de Jean Houzeau de Lehaie, trouve dans un lot de bambous venus du Japon et mis en vente à Hambourg un cultivar de Phyllostachys bambusoides à feuilles panachées et chaumes jaune vif, qui a désormais le nom de Ph. bambusoides ‘Castilloni’. Mais Jean ignorait que cette mutation avait déjà été introduite deux fois séparément en Europe.
L’année de la création de la revue, Jean Houzeau va faire venir du Japon un cultivar panaché de Arundinaria japonica, le Sasa borealis, un cultivar de Ph. puberula à chaumes rubanés, et une variété de Ph. puberula à chaumes semés de points marron, dénommée Han-chiku au Japon (il s’agit probablement de Phyllostachts Henonis ‘Hanchiku’).
Pour notre naturaliste, le développement des voies de communication et l’accroissement de la vitesse des moyens de transport ont permis non seulement d’accroître le nombre de taxons, d’effectuer des réintroductions mais d’avoir aussi des sujets beaucoup plus résistants car il était désormais plus facile de faire venir des bambous habitués à des hivers longs et rigoureux, à des étés courts avec des nuits froides, même quand les jours étaient chauds. Jusqu’alors, il avait fallu se contenter de recueillir des plantes à proximité de ports maritimes qui jouissaient d’un climat régulier. De nouvelles perspectives s’ouvraient ainsi, selon lui, aux amateurs de bambous : ils allaient pouvoir disposer de sujets en provenance de Chine, Mandchourie, Corée, du Japon qui seront plus résistants et surtout « plus aptes à vivre dans l’Est de l’Europe et vers l’intérieur des continents. » 

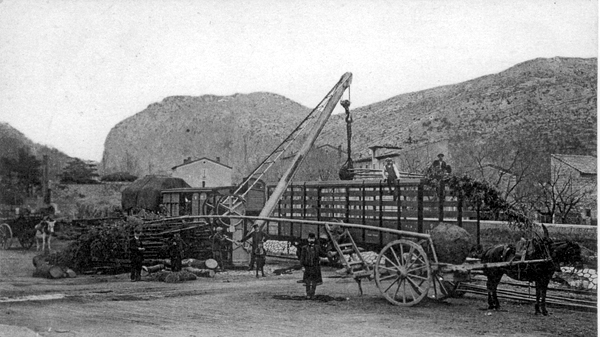
Chargement de bambous à la gare d’Anduze en 1905.

Début 1905, Jean Houzeau de Lehaie a reçu environ 82 bambous du Japon. Le voyage n’avait duré que 52 jours et en raison d’un conditionnement particulièrement soigné (chaque motte était emballée avec du sphaigne bien humide fixé par des liens en paille de riz, puis rangée dans des caisses remplies ensuite de paille de riz à hauteur des mottes…) : 75 plants allaient pouvoir prospérer à l’Ermitage.

### Diffusion des bambous et amélioration des transports terrestres
Par transport terrestre, en avril de la même année, J. Houzeau de Lehaie a rapporté de Prafrance un chargement de 8 tonnes par temps pluvieux. Le voyage n’a duré qu’une semaine pour une distance d’environ 1 100 km. Certains bambous dépassaient quinze mètres de haut et le résultat a été beaucoup plus satisfaisant que l’année précédente. Par chemin de fer, il avait fallu 25 jours et Jean regrettait que les compagnies de chemin de fer n’aient pas la même sollicitude que pour les pigeons… et certains bambous en raison de la sécheresse étaient arrivés morts de soif.

## Le Bambou, le premier périodique spécialisé sur les bambusées

### «Le journal officiel des amateurs de Bambous»
En 1905 Jean Houzeau de Lehaie dispose d'un réseau de quatre cents correspondants répartis dans le monde entiers et qui le sollicitent de plus en plus sur toutes sortes de questions relatives aux bambous et il lui devient de plus en plus difficile d'en assurer un suivi complet.
C'est dans ce contexte, que sur ses deniers personnels, très probablement avec l’assentiment et la complicité de son père, notre botaniste finance et lance le premier numéro du Bulletin périodique, véritable « Vade Mecum et Intermédiaire des Amis des Bambous ». La plante qui fait l’objet de tant de fascination, de recherches, d’expériences de culture est bien sûr éponyme : Le BAMBOU, son étude, sa culture, son emploi. Il paraît le 15 janvier 1906.
Sa revue se veut indépendante des revues horticoles existantes. Selon lui, une rubrique spécialisée dans de telles revues ne permettrait pas de valoriser le bambou comme il se doit et d’atteindre tous les scientifiques et amateurs de bambous dispersés en Europe voire dans le monde. Il est prévu que la revue publiera des articles en latin, anglais, allemand, italien et espéranto !
Dans son introduction polyglotte, le rédacteur en chef explique clairement que chaque numéro comprendra une partie technique et une partie pratique. L’une va permettre de publier des communications faites par des botanistes dans la perspective de compléter la classification des bambous, des bibliographies, des résumés d’articles parus dans des revues scientifiques. L’autre s’adresse plus particulièrement aux amateurs et chefs de culture : Jean a le fort désir de partager ses connaissances acquises à partir de ses observations faites depuis 1883 sur le développement d’une soixantaine d’espèces et variétés de bambous. Le dessein de notre auteur est de favoriser des discussions, les bourses d’échanges. Près de cinquante "amis des bambous répartis dans douze nationalités" ont « vaillamment, gracieusement et directement » collaboré à la revue.
L’aventure du « Journal officiel des amateurs de bambous » - l’expression est de son ami Louis de Vilmorin – aura duré exactement deux ans et demi. Au total, cela représente 275 pages de format 14,5 × 24,5 cm, 10 numéros en 6 parutions. La dernière publication en date du 30 juin 1908 est un véritable florilège offert aux lecteurs. Il reprend intégralement un rapport manuscrit accompagné de vingt photographies, envoyé en septembre 1907 à la Conférence Internationale d’Acclimatation des Plantes (New-York). Le manuscrit et les photographies originales se trouvent à la Fondation Smithsonian. Les 8 chapitres de « L’introduction, l’acclimatation et la culture des bambous à l’ouest de l’ancien continent et notamment en Belgique » résument toutes les expériences, observations et études de Jean Houzeau.

### Les limites atteintes par la revue Le Bambou
On pourrait supposer tout d’abord que son lectorat européen est limité à des professionnels et amateurs de bambous qui, à la Belle Époque, ne sont pas légions. La revue est tirée à environ 500 exemplaires et le n° 6 est diffusé à plus de 400 exemplaires auprès d'abonnés appartenant à plus de quinze nationalités. Ce qui est assez considérable pour une revue aussi spécialisée. La réclame qui finance une partie de la publication dégage une recette très modeste. Les annonceurs sont peu nombreux (Pépinière de Prafrance et quatre à cinq établissements d’horticulture français et anglais, un libraire…) et les recettes publicitaires ne représente que 1 % des abonnements. Jean Houzeau vise en priorité la diffusion des connaissances sur le bambou. En juin 1907, il n'a même pas encaissé les abonnements et perçoit les mandats-poste à l'initiative des abonnés comme « un fer dans la plaie ». Une année auparavant il se plaint en constatant que certains abonnés ne payent pas leur abonnement ce qu'il ressent cela comme une attitude discourtoise. En réalité, ce n’est sûrement pas l’aspect économique qui peut expliquer le caractère relativement éphémère de la revue. Globalement, les abonnements ont couvert les frais d’édition. La rentabilité d’une telle entreprise est très éloignée des principales motivations des Houzeau. Il faut avant tout faire œuvre scientifique, partager ses connaissances mais aussi jubiler sur le plan intellectuel et relationnel.
Jean Houzeau est seul pour assurer l’édition de A à Z. Il n’a pas de comité de lecture, mis à part la relecture faite par son père Auguste, féru de botanique. Il était assisté d’« un employé de son usine » pour l'accomplissement des tâches administratives.
La fin de la revue tient principalement au fait qu’en moins de deux ans, Jean Houzeau, travailleur acharné et passionné, a totalement épuisé le sujet sur la connaissance botanique et la culture des bambous en Europe. Il est pratiquement le seul rédacteur de l’ensemble des articles de fond. Il maîtrise tellement le sujet qu’aucun de ses correspondants scientifiques de l’époque ne s’est engagé à approfondir ou diversifier leurs recherches sur les bambous aussi rapidement que ne le fait Jean Houzeau.
Sa revue lui permet de faire œuvre scientifique tout en sensibilisant un public de plus en plus large sur la culture des bambous en Europe, sans doute mieux que ne l’aurait fait, selon lui, l'édition d'un ouvrage de référence.

## Jean Houzeau a ouvert la voie d’une nouvelle approche botanique des bambous
Pour bien comprendre cette contribution, il est utile de situer ses travaux dans l’évolution de la connaissance botanique des bambous, la plupart de ses études étant publiées entre 1906 et 1922. Avant cette période les travaux les plus importants au cours du XIXe ont été conduits par F. J. Ruprecht, W. Munro, A. et C. Rivière, Mitford, E. Satow, D. Brandis et J. S. Gamble.
Pour illustrer la densité de ses recherches, deux recherches parmi l’ensemble de ses travaux scientifiques ont été choisies. Une première recherche concerne la possible variabilité des rhizomes, chez une même espèce de bambou, selon notre auteur, le deuxième a trait à la mise au point d’une systématique des bambous rustiques en 1910 qui couronne son œuvre.

### Découverte de la variabilité de organes végétatifs des bambous
En 1906, Jean Houzeau a émis une hypothèse hardie relative au processus végétatif souterrain des bambous. Celle-ci a retenu l’attention du botaniste F. A. McClure dès 1925. Alors que A. et C. Rivière ont décrit deux principaux types de bambous selon leur développement souterrain – à savoir les bambous à végétation automnale et à touffe cespiteuse (bambous pachymorphes) et les bambous à végétation vernale et à touffe généralement traçante (bambous leptomorphes), Jean Houzeau avec une vingtaine d’années d’observation attentive de ses végétaux préférés, tout en gardant les deux groupes proposés par Rivière père et fils, a fait un certain nombre de constats qui conduiront à bousculer leur dichotomie. Les rhizomes des bambous cespiteux sont dénommés par Jean Houzeau caulo-bulbe qu’il illustre de sa main adroite en prenant l’exemple du Bambusa Thouarsii (Bambusa vulgaris). Les rhizomes du deuxième groupe sont de « longs rhizomes grêles à développement souterrain indéfini » qu’il illustre également avec un rhizome du genre Phyllostachys. Jean a constaté que si le début du développement d’un bambou est le même pour toutes les espèces, en revanche, ultérieurement croissance peut alterner avec périodes de rétrogradation qui ne sont pas les mêmes pour les espèces traçantes que pour les espèces cespiteuses.
Or « des individus transplantés, qui ont complètement rétrogradés à l’état cespiteux fleurissent sur tous les chaumes en même temps que la plante mère restée traçante. Bien plus, un individu chétif, anémié, appartenant à une espèce susceptible de tracer, peut fructifier sans avoir atteint le stade traçant ». Notre auteur en conclut : « La différence entre les bambous cespiteux et les bambous traçants n’est donc ni générique, ni spécifique, elle est uniquement d’ordre physiologique » (ou biologique dira-t-il ultérieurement à propos du processus végétatif aérien). Floyd Alonzo McClure, nous laisse entendre que cette assertion peut se vérifier notamment avec le Chusquea Fendleri car celui-ci peut avoir deux types de rhizomes. L’observation de Jean Houzeau portait sur un nombre limité de variétés de bambous et il n’est pas possible de considérer son affirmation comme vraie, mais il est préférable de la considérer comme une hypothèse très stimulante pour les botanistes et qui ouvre la voie à la reconnaissance d’une pluralité de types de rhizomes « observables d’une espèce à l’autre et parfois même sur une même espèce » et qui prennent effectivement en compte la croissance du bambou, sa morphologie et effectivement son caractère spatial (rhizomes traçants ou cespiteux). On comprend mieux ainsi de quelle manière les travaux de Jean constituent un jalon appréciable sur les chemins de la connaissance scientifique de la tribu des bambusées.

### Rencontre avec Sir Dietrich Brandis à Kew Garden en 1906

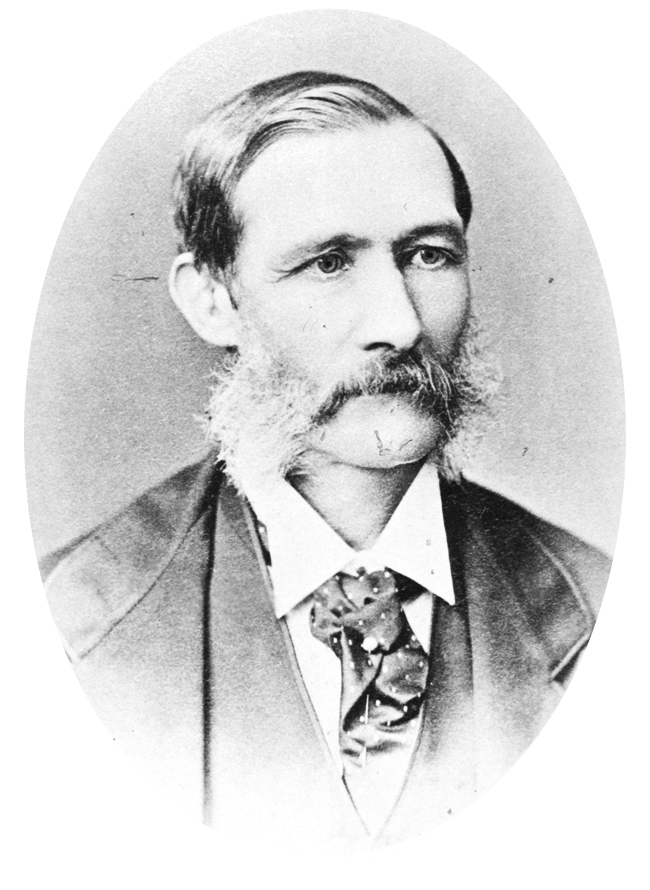
Sir Dietrich Brandis (1824-1907)
Père de la sylviculture
Botaniste spécialisé dans plantes ligneuses de l'Inde et de la Birmanie

Dietrich Brandis consacre sa vie à la sylviculture dans de multiples perspectives : agronomique, écologique, botanique. Après sept ans passés en Birmanie dans la province de Pegu, D. Brandis fut pendant vingt ans le premier inspecteur général des forêts en Inde Tout en ayant un rôle qui est encore reconnu aujourd’hui dans le domaine de la sylviculture (formation, législation, techniques culturales, techniques d’échantillonnage…), il préparait des ouvrages tels que Forest Flora of Northwest and Central India (La flore sylvicole de l'Inde nord-occidentale et centrale) et Indian Trees (Les arbres indiens).
Après avoir pris sa retraite, à l'âge de 75 ans il entreprit son principal ouvrage de botanique, Indian Trees, qui « décrit minutieusement 4400 espèces ligneuses dont bon nombre pour la première fois ». Il a passé huit années à le rédiger. La sous-famille des Bambusoidées a été particulièrement appréciée par Jean Houzeau puisque D. Brandis a décrit 122 espèces soit une vingtaine de « nouveautés » par rapport au travail de S. J. Gamble. Le dernier article botanique de Sir Dietrich Brandis publié peu de temps avant sa mort soulignait « l’importance de certains caractères qui peuvent faciliter la détermination des espèces, quand on n’a sous les yeux que des tiges et des feuilles. Ce sont l’aspect des gaines et la nervation des feuilles ».
Fin juillet 1906 Jean Houzeau se rendit une semaine entière à Kew garden pour faire le catalogue des échantillons, avec figures, des 185 fardes de bambous de l’herbier. Dans l’après-midi du troisième jour un « grand vieillard », s’arrêta devant la table de travail de notre botaniste belge, le salua et se présenta : « Sir Dietrich Brandis, inspecteur général retraité des Forêts de l’Inde » ; Jean tout en se levant eut peine à croire ses propres oreilles. « Vous vous intéressez aux bambous ? », « Oui, Monsieur l’Inspecteur général ». Puis la conversation se poursuivit à voix basse pour ne pas troubler le silence solennel de l’immense salle. Au cours de l’entretien, Jean apprit que Dietrich Brandis est né à Bonn. Il a été anobli par la reine Victoria pour ses 28 ans passés en Inde au service de la couronne anglaise en tant que forestier et botaniste. Il s’est particulièrement intéressés aux bambous en Inde et Birmanie. Il a fait le voyage de Bonn à Kew pour corriger les épreuves de son dernier ouvrage, Indian trees. « Lorsque les épreuves seront corrigées, je retournerai à Bonn où sont ma femme, mon fils et ma fille. Je vous enverrai, me dit-il un exemplaire d’Indian Trees, dès qu’il sortira de presses ».
L’envoi en novembre de la même année de la dédicace à Auguste Houzeau de l’exemplaire promis est le point de départ d’une longue amitié entre les deux familles. Quelques semaines plus tard, Jean reçut de Lady Katharina Brandis un faire-part annonçant le décès son mari Sir Dietrich Brandis. Jean se déplaça à Bonn en juillet 2007 pour rendre visite à Lady Katharina et par la même occasion répertorier les fardes de bambous contenues dans l’important herbier Brandis. Jusqu’à la veille de la guerre, ce sont de nombreuses lettres qui ont été échangées entre Lady Katharina Brandis et Jean Houzeau. Dans un premier temps, les échanges ont porté principalement sur la l’estimation et la négociation difficile de l’herbier Brandis. Puis, grâce aux nombreuses relations conservées avec des anciens collaborateurs indiens de son mari, Katharina a tout fait pour procurer à Jean Houzeau des graines de bambous tropicaux : notre botaniste en fit des semis puis expédia les plants en Afrique et parfois en Amérique. Katharina se lia d’amitié avec Mélanie, la mère de Jean, en venant plusieurs fois à l’Ermitage.
À cette époque, Jean Houzeau découvrit les talents exceptionnels de cette aquarelliste… Quelques-unes de ses œuvres sont dans les archives de Jean Houzeau de Lehaie : elles représentent notamment des bosquets de bambous à l’Ermitage.
Elle eut l’occasion d’accompagner son mari lors de ses différentes missions forestières et botaniques en Inde. Moins intrépide qu’une Marianne North, leurs chemins se sont toutefois croisés à Derha-dun sans qu’elle ne se rencontrent et pourtant la ressemblance de certains paysages est saisissante.
Cette rencontre avec Sir Dietrich Brandis est une étape majeure dans les travaux scientifiques de Jean Houzeau de Lehaie sur les bambous.
L’influence de l’œuvre de Dietrich Brandis est certes majeure. Mais il ne faut pas omettre pour autant les botanistes japonais spécialisés notamment dans l’étude des bambous : le professeur Makino, enseignant à l’Université de Tokyo, Shibata, Miyoshi et Onuma. J. Houzeau de Lehaie est lecteur assidu de la revue Botanical Magazine of Tokio éditée par son homologue Makino. Dès qu’il recevait un numéro il le traduisait intégralement en français dans un de ses cahiers. Il suivit de très près ses travaux mais aussi les étiquetages des bambous que ce dernier expédiait à Kew. La grande déception de Jean Houzeau fut le silence du professeur Makino : il ne répondit jamais aux questions et demandes venues de Belgique. Et pourtant ces deux scientifiques ont beaucoup de choses en commun : ils sont autodidactes, ils sont passionnés de bambous, ils ont chacun un grand parc expérimental… mais la distance et leur culture respective n'avaient pas favorisé leur rapprochement.
Ses travaux ont porté principalement sur la description minutieuse des Bambous qu'il observa in vivo (principalement les variétés du genre Phyllostachys), des essais de regroupement taxonomique des genres Arundinaria et Phyllostachys, une méthodologie de diagnose de certains bambous, une systématique, la résistance au froid des bambous, la description approfondie des processus végétatifs souterrains et aériens, le phénomène de la floraison des bambous introduits en Europe, jusqu’à des conseils de culture, des études de rentabilité de l’exploitation économique des chaumes notamment pour la pâte à papier, la géographie botanique de bambous vivant en Chine et au Japon…

### Jean Houzeau est à l'origine de la systématique des bambous rustiques
Le fait qu’une même espèce de bambou fleurisse et graine à de longs ou de très longs intervalles (qui peuvent atteindre 120 ans), rend, en pratique, la détermination des bambusées difficile à l’époque de Jean Houzeau. Or la systématique en tant que science de la détermination des espèces est basée en priorité sur l’observation des organes floraux. À défaut de floraison, le botaniste n’a pas d’autre choix que de tenir compte dans sa diagnose des caractères spécifiques tirés des organes végétatifs. En ce qui concerne les bambous, il s’agit notamment des chaumes et des feuilles.
Plusieurs botanistes descripteurs avaient déjà senti la nécessité de joindre certains caractères des organes végétatifs à ceux des organes floraux (Ruprecht, Munro, Makino, Shibata) mais de façon supplétive. Rivière, Brandis et Gamble ont montré plus de détermination. Jean a poursuivi avec bonheur une des toutes dernières recherches de Sir Brandis. En effet, peu de temps avant sa mort, Sir Dietrich avait dressé, tout en invitant les plus jeunes botanistes à approfondir cette voie, un tableau de détermination des bambusées basé uniquement sur les caractères cellulaires des feuilles.
Il prit bien le relais et proposa de joindre obligatoirement dans le texte des diagnoses des bambusées des caractères choisis parmi ceux des organes végétatifs et il définit et énuméra les caractères les plus pertinents à rendre la détermination des espèces possible en l’absence de fleurs.
Afin de faire admettre officiellement cette proposition par les botanistes de l’époque, il adhéra comme membre au Congrès international de botanique qui se tint à Bruxelles en 1910. Puis il fit la demande aux organisateurs d’inscrire à l’ordre du jour d’une séance l’exposé de sa proposition. Ceux-ci refusèrent. Les autodidactes ne seraient-il pas bien perçus dans le cénacle des universitaires ? Cependant l’auteur ne s’était pas arrêté à cette éventualité, il avait déjà fait imprimer un résumé bien illustré de sa proposition. Il en déposa, le premier jour du Congrès, un paquet sur la table réservée aux publications et il vit bientôt son étude dans toutes les mains.
Ce fait ne fut pas sans attirer l'attention de plusieurs organisateurs qui en manifestèrent leur déplaisir. On lui fit savoir qu'il avait commis une incorrection inadmissible ! Jean rentra le soir à l'Ermitage à la fois dépité et amusé à la fois.
Quelque temps après la clôture du Congrès, il fut invité à rencontrer l’un des organisateurs, Émile Auguste Joseph De Wildeman, qui lui a toujours témoigné de la bienveillance. Celui-ci lui apprit que le comité de publication des Actes du Congrès désirait obtenir un exposé de sa proposition comportant tous les développements qu’il voudrait bien lui donner et une iconographie abondante, afin de publier ce travail dans les Actes du Congrès… sans que la question ait été ni développée, ni discutée, ni approuvée en séance. Jean Houzeau se fit un malin plaisir à remettre le manuscrit de son mémoire.
La table des matières des Actes reçut une large publicité avant l’impression des volumes, afin d'obtenir de nombreuses souscriptions à leur édition. Il eut la surprise de recevoir de nombreuses demande de tirés à part émanant de différentes parties du monde… Il en demanda un nombre suffisant pour satisfaire les amateurs et obtint satisfaction.
Dans la suite, il apprit ce qui s’était passé. Lorsque le Comité de publication des Actes du Congrès examina les manuscrits, lui dit-on, il constata que la Belgique, où le Congrès s’était tenu, n’était représentée par aucun mémoire substantiel. Très ennuyé par cette situation, il finit par se décider à demander son travail, dont le résumé avait attiré vivement l’attention des étrangers dès l’ouverture du Congrès.
Parmi toutes ses travaux, Jean Houzeau de Lehaie considère sa proposition de méthode appliquée à la diagnose et à la description des bambous comme l’œuvre majeure de sa vie.
Le nom de notre botaniste est associé à un certain nombre d’espèces. Dans le genre Arundinaria on peut citer l’A. angustifolia (A. chino A.). Dans le genre Phyllostachys Jean Houzeau de Lehaie a été un des principaux descripteurs de Ph. bambusoides ‘Castilloni-inversa’, Ph. bambusoides ‘Sulphurea’ (Ph. b. f. holochrysa), Ph. aurea ‘Flavescens-inversa’, Ph. nigra gr. Henonis ‘Borayana’ (Ph. puberula var. Boryana), Ph nigra gr. Henonis ‘Hanchiku’ (Ph. puberula var. Han-Chiku), Ph. edulis (Ph. pubescens), Ph. e. ‘Heterocycla’.
Il est intéressant à ce propos de s’arrêter quelques instants sur la description qu’il a donnée du Ph. edulis pour deux raisons. La première illustre bien la précision de ses observations et de ses descriptions botaniques. La deuxième constitue un témoignage de sa sensibilité pour les bosquets de bambous.
Le premier article de fond de sa revue est consacré justement au Ph. pubescens Mazel (Ph. edulis). Au moment où son premier numéro sort de l’imprimerie, Jean Houzeau de L. prend connaissance d’une description qu’en donne le professeur Makino, sous le nom de Ph. mitis A. et C. Rivière.

### Le Mitis de M. Makino et l'Edulis de M. Houzeau

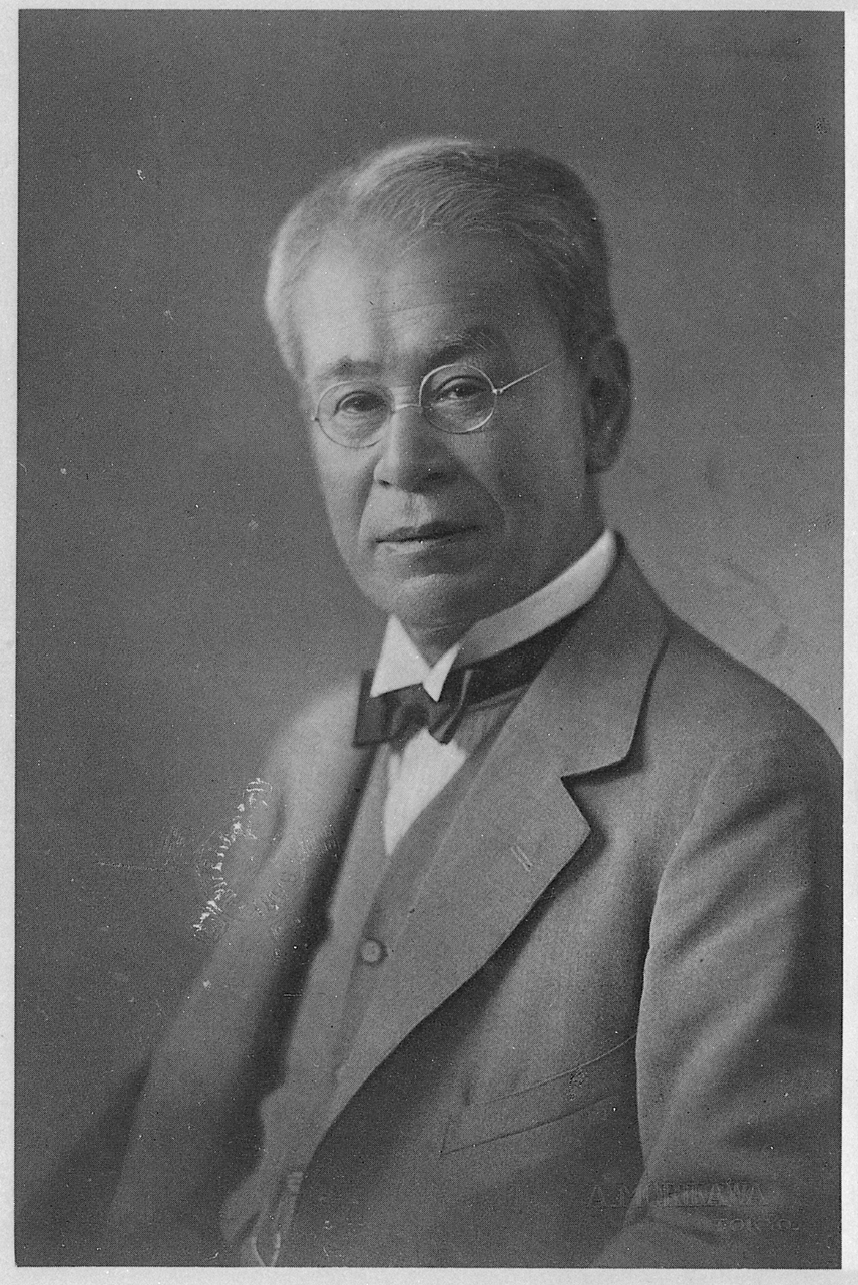
Tomitarō Makino.

Notre auteur remarque que le bambou décrit par le prof. Makino est «une plante à tige toujours glabre, presque cylindrique à la base, à mérithalles longs – à gaines glabres, à rameaux creux, à feuilles grandes ». Et de poursuivre, « C'est la plante cultivée partout en Europe sous ce nom, par exemple : à Kew, à Badsford Park chez Mitford, à Prafrance chez Mazel, où Rivière en a contrôlé l’identité (Rivière, Les Bambous, page 240). C'est de Prafrance que nos exemplaires proviennent. » Or Jean Houzeau affirme « la plante décrite par Mr Makino a les tiges pubescentes dans le jeune âge, très coniques à la base, les mérithalles très courts dans cette partie, les gaines densément tomenteuses, les rameaux pleins et les feuilles petites. En Europe elle est restée confinée jusqu’en 1904 chez feu Mazel à Prafrance où elle est arrivée vers 1880, après la visite de feu Rivière. Sa variété heterocycla seule était répandue ailleurs, en Angleterre, Belgique, Allemagne. »
Ainsi il propose la synonymie de la façon suivante :
Phyllostachys mitis A. et C. Rivière ; Bean ; F. Mitford, (non Makino).

Bambusa mitis Hort. ex Carr. (non Poiret)

Phyllostachys pubescens Mazel, H. de L.

Phyllostachys mitis Makino

Bambusa edulis Carr.

Bambusa Mosoo Sieb.

Nom. Jap. Môssô‑chiku ; Môso‑chiku ; Wase‑dake.

Nom. Sin. Kouan‑chiku ; Rito‑chiku ; Biotan‑chiku ; Biodji‑chiku ; Mato‑chiku.
Origine Chine ; introduit au Japon vers 1717.
Jean Houzeau de L en conclut justement que le Môssô‑chiku devrait conserver le nom d'espèce que Carrière lui a donné : edulis et, ayant pris rang dans le genre PhyIlostachys s'appeler Phyllostachys edulis1.
Et la variété à cloisons obliques devra donc prendre nom de :
Ph. edulis var. heterocycla
Ph. mitis var. heterocycla.
Nom. jap kilkko‑chiku ; kimon‑chiku.
Ces précisions apportées, voyons maintenant le témoignage que nous offre Jean Houzeau lorsqu’il tombe sous le charme des bosquets d’edulis créés par Eugène Mazel à Prafrance.
« L'un des massifs les plus impressionnants, composé de l'espèce que nous allons décrire, est d'un puissant effet décoratif. Qu'on se figure des centaines de tiges : ici serrées les unes aux autres, fuyant vers le ciel comme des fusées, là espacées régulièrement ; plus loin par deux, par trois, en petits troupes comme des promeneurs. Toutes sont sveltes et élancées, robustes pourtant ; leurs cimes, à la ramure dorée, au feuillage s'étalant comme les parasols multiples de l'Inde, se balancent doucement au gré du vent. Des glycines, des chèvre-feuille (sic), des clématites les escaladent, passent de cime en cime, retombant en guirlandes de fleurs. Gigantesques plumes d'autruches, ces chaumes dépassant parfois vingt mètres de hauteur, rivalisent avec les plus superbes productions des forêts tropicales. Ils ne craignent pourtant pas les intempéries de nos climats. L'hiver dernier, Prafrance a connu les frimas ordinairement réservés aux pays du Nord. Durant trois jours, du 1er au 3 janvier 1905 le vent a fait rage, puis une neige abondante est tombée, le thermomètre centigrade est descendu à – 14° : il a fallu bien vite secouer tous ces grands chaumes dont les têtes ployées sous le fardeau menaçaient de se briser : mais quand la tourmente fut passée, quand le soleil eut fondu cette neige on put constater avec joie que pas une feuille n'était gelée, que la plante, admirable de résistance au froid, était aussi vigoureuse que si l’hiver tiède du Midi n'avait pas été interrompu par le froid et la tempête du Nord. »

## Rôle humanitaire pendant la Première Guerre mondiale

### Concession du cimetière de Saint-Symphorien
Malgré le refus de l'ultimatum allemand contre la Belgique (2 août 1914) par le roi Albert Ier d'accéder à la demande de l'empereur Guillaume II de laisser passer librement ses armées, la neutralité de la Belgique garantie par les puissances européennes, y compris l'Allemagne, fut bafouée. En effet, la Belgique fut envahie dès le 4 août 1914. Cet acte précédé de l'envahissement du Luxembourg marqua les débuts des hostilités de la Première Guerre mondiale. L'armée belge réussit à retarder l'avance de l'armée allemande pour permettre la mobilisation en France.
À l'occasion de la bataille de Mons du 23 et 24 août 1914, le corps expéditionnaire britannique affronta la 1re armée allemande du général Alexander von Kluck. Plus de 400 soldats furent tués et reçurent une sépulture provisoire en pays montois.
Au printemps 1916, Jean Houzeau rencontra un officier allemand qui déambulait dans une de ses propriétés de Saint-Symphorien. Il entendait réquisitionner un terrain afin d'y enterrer les soldats allemands tombés à la Bataille de Mons. Comme ce terrain devait probablement se situer dans une aire de prospection des Mines de Spiennes, Jean Houzeau proposa de lui fournir un terrain beaucoup plus approprié situé à la limite de la commune de Saint-Symphorien et de Spiennes. Par ailleurs, au lieu que son terrain fit l'objet d'une réquisition allemande, il proposa également de concéder gracieusement l'usage de sa parcelle de terrain aux communes où se trouvaient les sépultures des soldats. Cette solution négociée également avec les autorités locales permit que tous les combattants, quelle que soit leur nationalité, fussent rassemblés dans une même nécropole. Jean Houzeau insista également auprès des autorités allemandes en Belqique pour qu'il soit autorisé à placer près de l'entrée du cimetière un monument lapidaire comprenant le blason de la famille Houzeau ainsi qu'une courte inscription en latin.
À l'entrée droite du cimetière militaire il est possible de lire l'inscription suivante gravée sur une pierre bleue que possédait Jean Houzeau :
AD MILITES SEPEL. CDXXXII

IN FINIBUS OCCISOS

VICORUM PROXIM. DUODECIM

HOC AGRI, NULLA MERCEDE,

USUE DAT CONCEDIT QUE

JEAN HOUZEAU DE LEHAIE

XXIII - XXIV AUG MIMXIV.
Le 6 septembre 1917, lors de la cérémonie d'inauguration, Jean Houzeau de Lehaie et son père Auguste, peu de temps avant leur présentation aux autorités allemandes, s'esquivèrent. Ils n'y tenaient nullement. Toutefois le fait que les représentants de l'armée allemande aient invité cinq citoyens belges à cette cérémonie témoignait à quel point « l'ambiance de la guerre 1914-1918 fut différente de la guerre 1940-1944 ». À l'issue de la cérémonie, le général von Giesling vint remercier le propriétaire du cimetière accompagné de son père Auguste.
Finalement l'acte de concession, "unique en son genre", fut dressé par le gouvernement belge au nom des alliés. Puis l'entretien, qui était assuré jusqu'alors par la commune de Saint-Symphorien, fut confié au Commonwealth War Graves Commission qui l'assure avec beaucoup de soin.
Au moment où les derniers bombardements firent voler en éclats les vitres des serres de l'Ermitage, près de Ville-sur-Haine le soldat canadien Georges Lauwrence Price (Saskatchewan Regiment) était tué. C'était le 11 novembre 1918 à 10 h 58, soit 2 minutes avant l'entrée en vigueur du cessez-le-feu. Il fut enterré au cimetière militaire de Saint-Symphorien.
À la fin de la Première Guerre mondiale, la nécropole militaire de Saint-Symphorien comprend les sépultures de 513 combattants anglais, canadiens et allemands.
Le cimetière de Saint-Symphorien s’étend de façon concentrique autour d’un belvédère que Jean Houzeau a ultérieurement planté de conifères issus de semis effectués à l’Ermitage dont les graines lui avait été envoyées par un de ses correspondants allemands. Il ressemble aujourd'hui à un cimetière paysager.

### Au service de la Croix-verte
Dès le début de la Première Guerre mondiale, Jean Houzeau de Lehaie se mit à la disposition, dans un premier temps, de la Croix-rouge. Sa première mission en tant que brancardier, a consisté à porter secours aux blessés de la Bataille de Mons. Ce qui lui donna l'occasion d'aller chercher des blessés qui se trouvaient à proximité de l'Ermitage.
La même année Jean Houzeau participa à la fondation à Mons de la Croix verte, œuvre d'entraide dans laquelle il tint le rôle de secrétaire général. Le statut évolua en 1915 en société coopérative d'approvisionnement de six réfectoires destinés aux montois. Il y joua un rôle d'administrateur délégué. Un abattoir fut créé couplé d'un saloir et d'un fumoir. Il fut chargé de s'occuper particulièrement du domaine rural en raison de la pénurie de pommes de terre qui sévit en 1915. Sa tâche fut facilitée par le fait que son père, Auguste, disposait de vastes terrains loués à des maraîchers autour de leur propriété de l'Ermitage.

## Bambous, parcs et jardins botaniques en Europe

### Les parcs et la culture du bambou en France

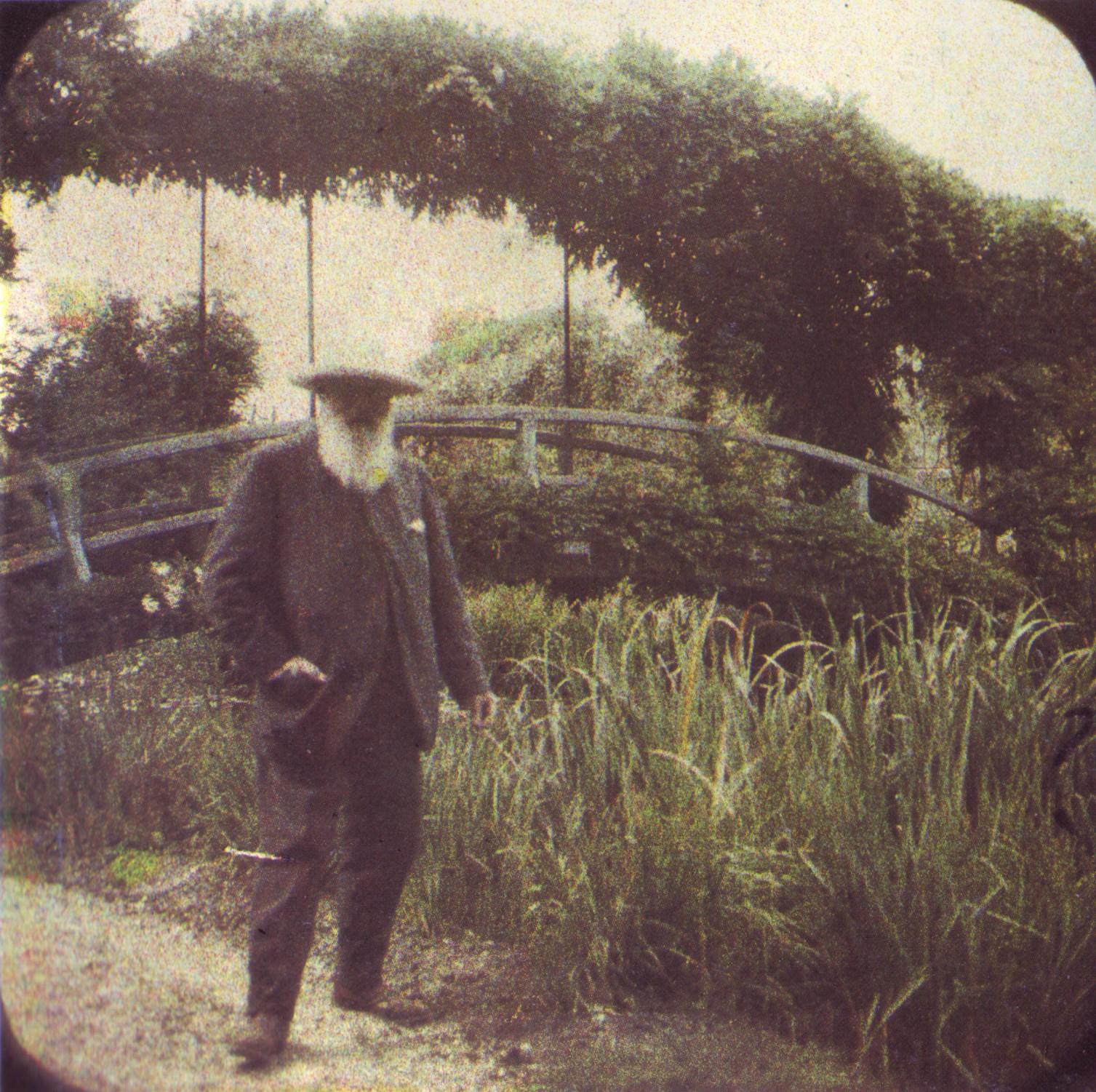
Claude Monet dans son jardin de Giverny en 1917

Le parc de Prafrance constitue une des plus anciens parcs à bambous en France. Toutefois, de plus en plus de bosquets de bambous trouvent leur place dans bien d’autres propriétés et parcs. Pour le sud de la France il est possible d’évoquer rapidement la Villa Thuret, sur la côte d’Azur. À ce propos, en 1905, Jean Houzeau de Lehaie était persuadé qu’Antibes pourrait être l’endroit idéal pour reproduire les bambous pour toute l’Europe. Le Jardin Botanique de Montpellier était un haut lieu d’implantation et de protection des Bambous. Le professeur Poireau qui le dirigea avait par ailleurs contribué en grande partie à la sauvegarde de la bambouseraie d’Anduze. À proximité d’Anduze, le Jardin des cordeliers et le parc de Lascour sont encore ornés de bambous qui viennent probablement de Prafrance.
Pour les localités bordant la Loire, on peut signaler le Parc de La Maulévrie du docteur et entomologiste angevin Gaston Allard, la propriété de la Meilleraie-Tillaie du professeur au Muséum d’histoire naturelle Édouard Bureau. Ce médecin nantais, professeur de botanique et paléobotaniste, avait en 1909 environ 50 taxons de bambous rustiques. Autant qu’en cultivait Jean Houzeau de Lehaie à l’Ermitage. Les armateurs de la famille Bureau et le réseau relationnel du professeur expliquent l’importance d’une telle collection.
En octobre 1910, Jean Houzeau de Lehaie visita le Jardin botanique de Tours puis La Maulévrie. Avant de se rendre à La Meilleraie, Gaston Allard l’amena à un château Renaissance situé dans la commune désignée aujourd’hui Montreuil-Juigné et qui appartenait à l’époque au baron de Monticourt. Une dizaine de variétés furent identifiés et Jean Houzeau compléta la collection gratuitement l’année suivante. Bien d’autres propriétés accueillaient des bambous à cette époque. Jean Houzeau lors d’une enquête pour le Bulletin de la Société Dendrologique de France avait recensé 19 parcs et jardins ayant produit des bambous de plus de 10 m de haut. Indépendamment de la taille le nombre était bien évidemment beaucoup plus important.
Dans les propriétés de la Meilleraie et de Montreuil-Juigné subsistent encore quelques bosquets, précieux témoins de la Belle Époque, période à laquelle les jardiniers et propriétaires de parcs succombèrent au charme des bambous. Ce fut le cas de Claude Monet qui reçut aussi des conseils de Jean Houzeau de Lehaie. Jean, qui était déjà en relation avec Claude Monet depuis 1907 "à cause des bambous" et Auguste Houzeau de Lehaie, venus au chevet de Charles (frère et fils) à Bray-Lu, à proximité de Vernon, a été invité avec son père par le peintre à venir lui rendre visite. dans son jardin de Giverny le 26 juin 1919. Claude Monet, dès l'installation de son jardin d'eau, avait bordé le pont japonais de quelques charmants bambous qui étaient sa fierté, en contrepoint discret des nymphéas hybridés par Bory de Latour Marliac et présentés lors de la fameuse Exposition universelle de 1889. Son ami intime Georges Clemenceau décrit le jardin d'eau de Giverny ainsi :

« Ce n'est, à proprement parler, qu'un silencieux étang fleuri d'éclatant nymphéas, jusque sous l'arc englyciné d'un pont japonais qui fait tableau - seule concession au romantisme des lieux. Du côté de la voie ferrée, les grands peupliers, les saules dont on voit pendre les branches aux panneaux des Tuileries, une presqu'île de grands bambous touffus, jungle cernée par le courant des eaux vives où serpentent des herbes joyeuses. Le chemin de ronde en treillages de rosiers grimpants ouvre des arceaux d'ardentes couleurs sur la verdure de l'immense prairie qui s'étend jusqu'aux coteaux de la Seine.
Il n'en faut pas davantage pour faire un paradisiaque séjour où l'œil humain butine tout à tour, pour d'incomparables fêtes, toutes harmonies de lumières dont la terre et le soleil peuvent exalter, jusque dans les accalmies de la terre bourdonnante, l'heureux éclair des visions les plus grandioses comme des plus ténues »

— Georges Clemenceau, Claude Monet.

### La soie et l'origine de la bambouseraie d'Anduze

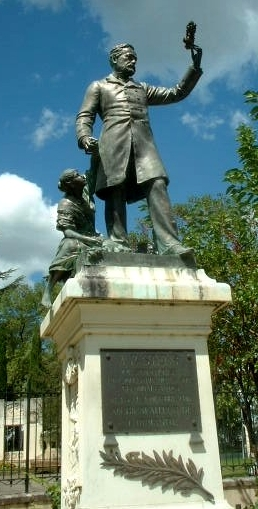
Hommage aux travaux de Pasteur sur le ver à soie à Alès

Ce serait en 52 apr. J.-C. que les premières larves de vers à soie, dissimulées dans les chaumes de bambou, auraient été rapportées clandestinement de Chine à Constantinople. Les moines qui au péril de leur vie, quittaient l’Empire du Milieu munis de ces cannes creuses contribuèrent au déclin, puis à la disparition complète de la fameuse route de la soie qui, des siècles durant, traversa toute l’Asie. En effet, lorsque les Européens commencèrent à pratiquer la sériciculture, la Chine perdit pour un temps le monopole de la fabrication de la soie et l’Occident devint de plus en plus familiarisé avec les cannes de bambou.
C’est aussi grâce aux chaumes de bambous qu’Eugène Mazel eut l’idée de planter de nombreux bambous dans sa propriété de Prafrance près d’Anduze. Jean Houzeau de Lehaie qui était en relation épistolaire avec lui, nous livre les circonstances de la passion démesurée de ce riche négociant cévenol pour les végétaux exotiques venant principalement d’Extrême-Orient. Les vers à soie élevés en France furent atteints à partir de 1845 de maladie, la pébrine, et de dégénérescence. Les magnaniers, (éleveurs de vers à soie), en passe d’être ruinés, s’associèrent pour se procurer en Chine des œufs de bonne qualité. Ils s’adressèrent à des missionnaires pour qu’ils ramènent de la « graine » (dans le jargon des magnaniers) puis les chinois finirent par prohiber l’exportation de celle-ci. Certains négociants tels Mazel subventionnèrent des missionnaires, les priant de leur apporter de la « graine » et des plantes de Chine. Pour contourner la prohibition, les missionnaires utilisèrent à nouveau le creux des cannes de bambous, si bien qu’ils réussirent à faire transiter des œufs sains. L’industrie de la soie fut ainsi sauvée dans les Cévennes avant que le biologiste Louis Pasteur ait pu mettre au point une méthode de sélection des œufs chez les magnaniers. Eugène Mazel ayant vu ces chaumes de bambou pria les missionnaires de lui apporter des plantes vivantes. Nous connaissons ainsi l’origine de la bambousaie qui deviendra la plus célèbre en Europe.

## Ses recherches préhistoriques
Jean Houzeau de Lehaie est responsable du Musée de Préhistoire de Mons et dirige des fouilles, notamment sur le site de la Bosse d'el Tombe à Givry (Quévy). En 1954, à l'invitation de Marcel Lefrancq qui participe à ces travaux, l'abbé Henri Breuil vient à Mons et visite le musée en compagnie de J. Houzeau. il est aussi à l'origine en 1952 de l'association de fait les Amis du Musée de la Préhistoire et de la Protohistoire de Mons qui prendra plus tard, en 1962, le nom de Société de Recherche préhistorique en Hainaut.

## L'étude des orchidées

### Ses expériences de culture des orchidées tropicales

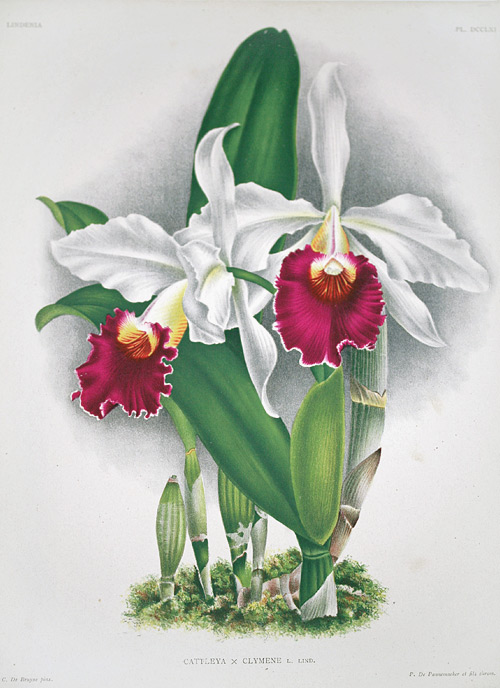
Cattleya clymene

Avant que Jean Houzeau ne se passionne pour l'étude et la culture des bambous, d'autres végétaux le captivent pour leur beauté, leurs interactions avec le monde des insectes et celui des champignons : il s'agit des orchidées. Ce goût a pris corps avec la mise en place de serres chauffées dans la propriété parentale de Hyon puis à l'Ermitage. À cette phase d'expérimentation essentiellement avec des orchidées tropicales a succédé une observation minutieuse des orchidées en Belgique, en France, en Italie principalement.
Carl von Linné connaissait 105 espèces réparties dans 8 genres. John Lindley « père de l'orchidologie moderne », auteur d'une nouvelle nomenclature, avait répertorié 1980 espèces entre 1830 et 1840, époque où il élabora une nouvelle classification. En 1885, date à laquelle Jean Houzeau pris un intérêt croissant pour l'observation et la culture des orchidées, 6000 espèces étaient décrites et réparties dans 350 genres. À la fin de la vie de Jean Houzeau la famille des orchidées comprenaient 15000 espèces naturelles et pratique autant de variétés, hybrides et cultivars. La contribution de la connaissance botanique des orchidées s'inscrit dans ce mouvement d'étude et d'engouement pour cette plante terrestre ou épiphytes.
Dès que Jean fut assez fort pour retourner la terre, ses parents lui délimitèrent un petit jardin dans leur propriété de Hyon. Il obtint d'eux en 1877 ou 1878 la construction d'une orangerie et d'une serre froide. Celle-ci fut rapidement comble à une époque où son père le mis en relation avec un érudit et botaniste montois Paul-Émile De Puydt, auteur notamment de traités sur les cultures en serres et d'un ouvrage de référence sur les orchidées. Jean eut, à de maintes reprises, l'occasion de rendre visite à De Puydt qui pratiquait aussi la culture des orchidées exotiques depuis 1840. L'enchantement devant les opulentes floraisons allait de pair avec l'initiation à la culture spéciale des orchidées. Bien plus, De Puydt lui fit cadeau de multiplications de diverses espèces appartenant au genre Masdevallia, des Restrepia antennifera et de multiples autres espèces de culture assez facile.
Cette passion ne fit que s'accroître avec la connaissance d'horticulteurs de Mons : Pourbaix père puis fils et Verlinden. En 1878, il obtint la construction d'une serre chaude qui fut divisé en trois compartiments : froid, tempéré, chaud. Pendant vingt années, il y cultiva des centaines d'espèces d'orchidées qui lui procuraient « à foison les plus magnifiques floraisons ».

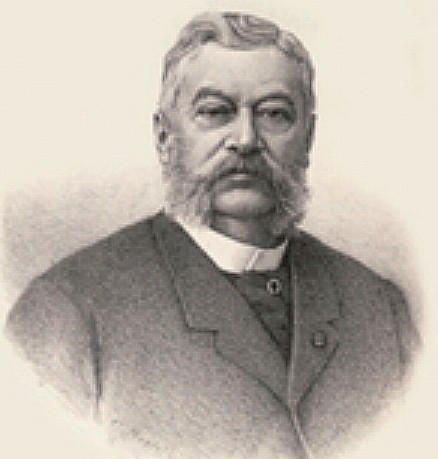
Jean Jules Linden

Cette culture lui donna l'occasion de rencontrer de nombreux amateurs d'orchidées et de fréquenter les plus célèbres établissements horticoles notamment réputés pour leurs orchidées. À cette époque était abonné et consultait la revue de référence Lindenia du célèbre explorateur et horticulteur Jean Linden à laquelle il était abonné. Jean Houzeau et son père visitaient régulièrement l'établissement de Lucien Linden, chez lequel il vit souvent Jean Linden, son père qui prospectait le Brésil et savait où envoyer les collecteurs pour approvisionner en plantes les serres de Bruxelles. Il y avait aussi à Bruxelles un importateur nommé Binot, concurrent de Linden. « Il vendait des orchidées en arrachis qu'il plaçait sur les tablettes d'une serre au Jardin botanique de Bruxelles. C'était pour Jean très instructif pour apprendre comment ces plantes se présentent dans la nature, en épiphytes sur les arbres ». Toutefois il comprit bien mieux et complètement lorsqu'il put ultérieurement les observer par millions en très nombreuses espèces dans les forêts tropicales africaines.
À Gand, Jules de Cock vendait aux enchères des orchidées en arrachis durant leur saison de repos. Leurs provenances étaient beaucoup plus variées que chez Binot : Asie tropicale, Amérique centrale et Amérique du Sud. La clientèle était belge, française, hollandaise, anglaise et allemande. Jean Houzeau était enthousiasmé à l'idée de trouver dans les touffes d'orchidées les plus volumineuses d'autres épiphytes tels que des Peperomia, des fougères, des sélaginelles, des jeunes Aroideae, des mousses, des lichens et même des insectes vivants.
Son père le mis en relation avec un ancien ingénieur de l'École des Mines de Mons qui dirigeait le service des eaux à Caracas. Ce dernier mis à son tour Jean Houzeau avec un jardinier qui lui procura des plantes d'orchidées en arrachis. Ainsi, pour 1 fr, il put se procurer des plans de Cattleya. Cattleya mossiae était pour lui la plus belle espèce du plus beau genre d'orchidées de l'Amérique tropicale.
Il eut ainsi en 2 ou 3 ans, plus de 200 plantes de Cattleya représentée par environ 150 variétés.
En 1880 il avait acquis toutes les techniques de culture des orchidées et ses notes relatent avec beaucoup de précisions l'empotage et le bassinage des orchidées épiphytes tropicales. Ses parents s'intéressaient beaucoup à ses cultures. Il recevait des conseils de sa mère Mélanie qui avait vécu trois ans au Suriname et qui se souvenait avoir accompagné des esclaves noirs qui allaient en forêt près de Fort Amsterdam faire des récoltes de gousses de vanille et lui avaient cueilli des touffes de Sophronitis Grandiflora. Il put se procurer aussi des exemplaires de ces belles Cattleya. Il résulta, de ses succès en culture florale, que son père Auguste consentit à des constructions successives de serres à l'Ermitage. Jean disposait en 1910, en plus de la véranda placée contre la façade Ouest du logis, de 100 m2 de serres chauffées distribuées en serres froides, tempérées et chaudes. L'un des compartiments tempérés avait 10 m de haut. Ses serres restituaient une véritable ambiance tropicale avec 4000 plantes en pots… sans oublier le perroquet vert amazone Coco que sa mère avait ramené du Surinam. Jean avait observé que perroquet contribuait lui aussi à augmenter le nombre des semis d'orchidée, il ouvrait les gousses de Catteleya Mossiae (orchidée de son pays) puis s'envolait, le bec couvert de débris, pour le nettoyer sur ce qui lui convenait. Tout se passa donc comme si ce perroquet était l'un des transporteurs et semeurs de Cattleya M. au Brésil ou au Venezuela !

### Ses observations sur les Orchis et Ophrys

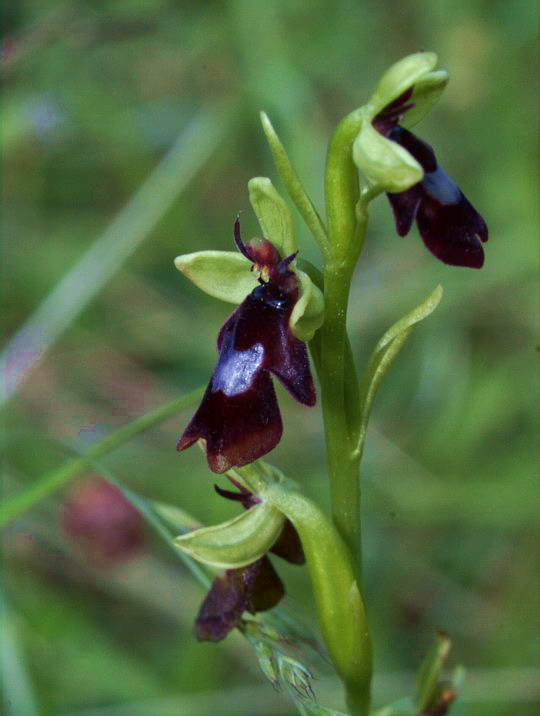
Ophrys insectifera. Jean Houzeau considère que les Orchis et Ophrys sont les fleurs les plus étranges parce qu'elles font songer à des insectes Ophrys insectifera L.

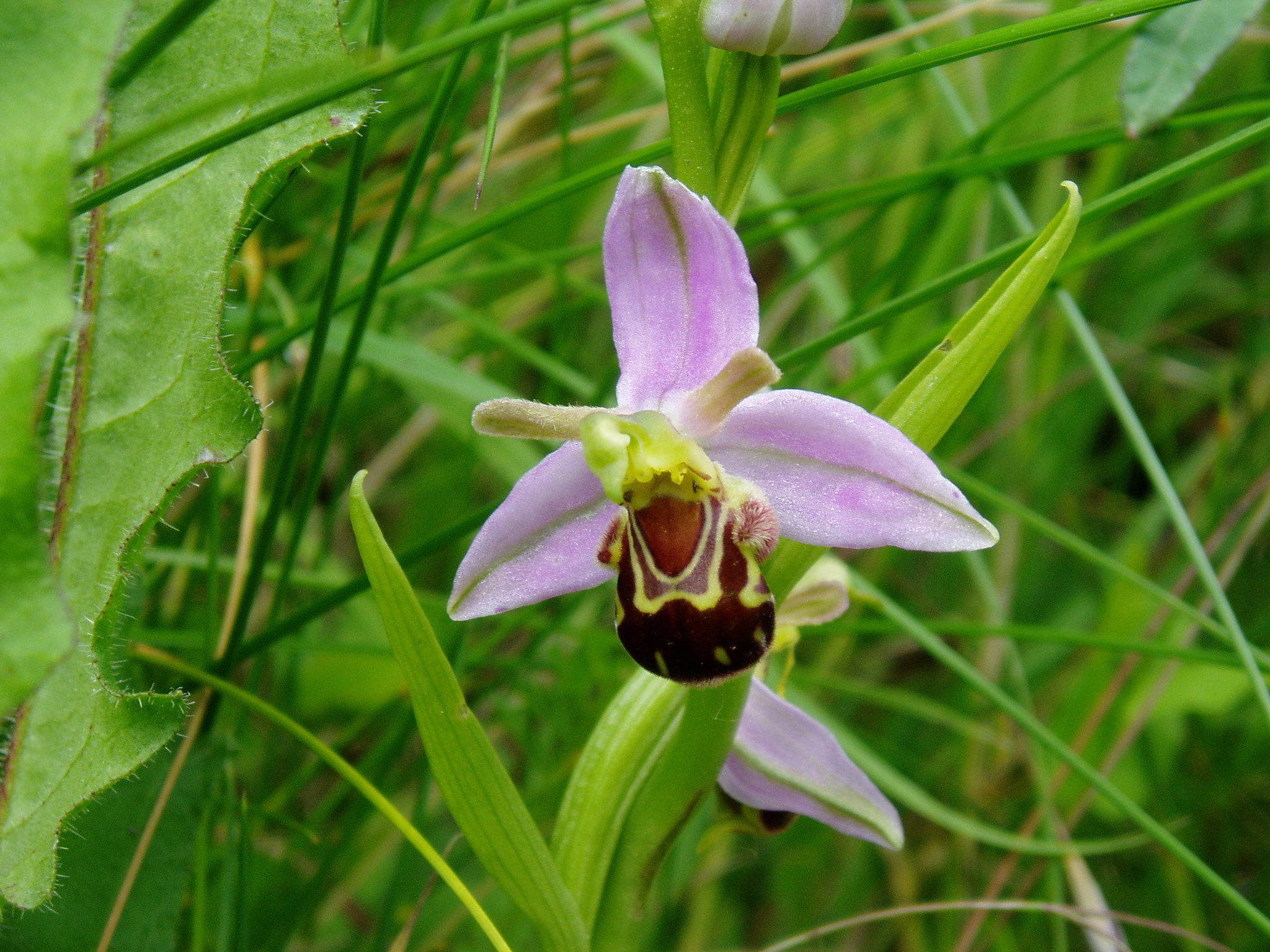
Ophrys apifera

L'occupation allemande et les dégâts collatéraux produits par l'artillerie du Commonwealth peu de temps avant l'armistice ont mis un terme à la culture et l'observation des orchidées tropicales. De cette période dorée, il ne reste malheureusement que des photographies prises par Jean Houzeau car les nombreuses aquarelles qu'il a peintes avant 1914 ont été volées au début de la guerre. Toutefois, dès 1890 il s'était déjà intéressé aux « orchidées terrestres qui colonisent les bois, les prairies, les marais des contrées dont le climat est analogue au nôtre, ou même plus rigoureux ». Ces investigations sur les orchidées indigènes ont été poursuivies de façon assidue jusqu'en 1935.
Au cours de ses observations sur l'évolution de la flore, de la faune et du sol en corrélation, il avait constaté, à son grand étonnement, l'arrivée de 10 espèces d'orchidées terrestres indigènes de Belgique sur son terrain expérimental de Saint-Symphorien et de Spiennes alors qu'il n'en avait constaté jusqu'alors que trois à proximité. Ces premières investigations ont porté sur l'origine des semis. Il fit des observations et émis des hypothèses sur les agents de propagation des graines d'orchidées (et du champignon endophyte indispensable) : outre le vent mais aussi, s'agissant de grandes distances il étudia le rôle que pouvait jouer les oiseaux (via les pattes, le plumage ou le tube digestif). Puis au cours de ses excursions il commença d'observer que « chez la plupart des 10 espèces la variation individuelle était à peu près indéfinie au point de former des chaînes entre les espèces affines ». De ses longues et méthodiques investigations il est arrivé à reconnaître que la variation de la partie aérienne des orchidées indigènes est de deux ordres :
1° La variation au sein de l'espèce, dans l'espace et dans le temps qu'il appelle variation intraspécifique ;
2° La variation chez l'individu, dans le temps : il s'agit de la variation individuelle.
Sur le premier point il observe que chez certaines espèces d'orchidées la variation est plus amples que chez les autres végétaux indigènes et aussi fréquente et ample que chez l'espèce humaine. Il n'y aurait pas, selon l'auteur, chez les espèces envisagées, de lignées pures. Le démembrement en sections, sous-sections, variétés et formes comme l'on fait Acherson et Graaebner à propos de l'Orchis latifolia L. ne constituerait pas une réponse adéquate. Il a suggéré et a décrit à ce propos une méthode de systématique numérique intraspécifique.

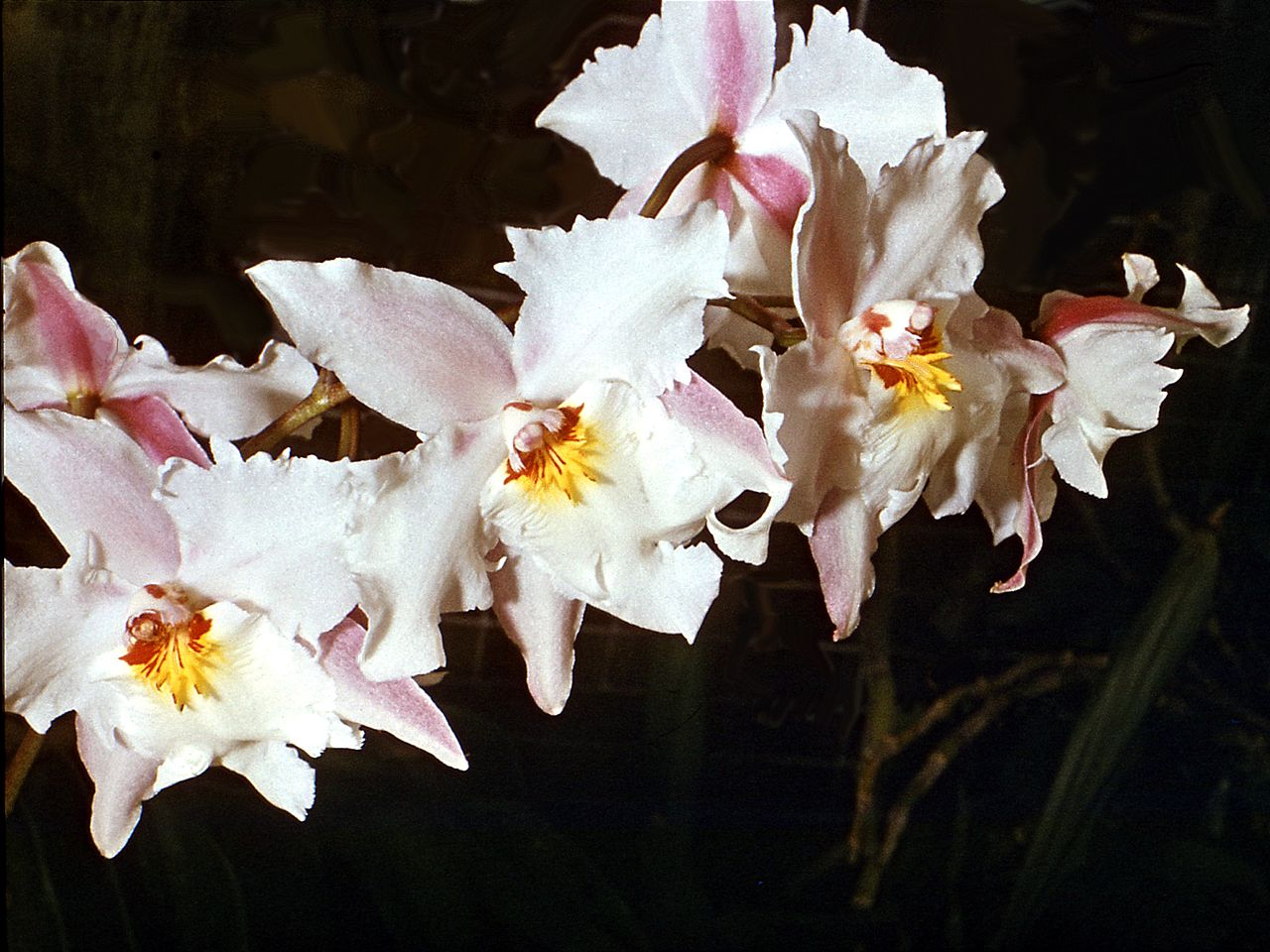
Odontoglossum crispum. Orchidée épiphyte de Colombie à fleurs très variables. Une des plus belles orchidées mais aussi… la plus chère !

Sur le deuxième point Jean Houzeau a aussi observé en 1925, des variations individuelles, en culture. Ainsi pour certaines espèces, notamment pour Ophrys muscifera Huds « la variation individuelle d'une année à l'autre est aussi étendu que la variation intraspécifique. »
Toutes ces observations lui ont permis de comprendre que, pour certaines espèces, la variabilité est telle, suivant les divers points de l'Europe, que les divers auteurs, parlant d'une espèce à laquelle ils ont donné une même désignation linnéenne, décrivent et figurent chacun des formes distinctes, quoique rentrant toutes dans la même espèce.
Jean Houzeau reconnaît que son propos n'a pas eu forcément d'échos. Si des auteurs « aussi pulvérisateurs » que Georges Rouy, Paul Victor Fournier, François-Auguste Tinant, August Heinrich Rudolf Grisebach, Heinrich Gustav Reichenbach, Camus, George Claridge Druce, Stephenson avaient été frappés par les multiples variations ils auraient beaucoup augmenté le nombre des formes décrites.
Outre l'intérêt purement scientifique de ses recherches Il y a aussi des implications pratiques qui résultent de la variation individuelle des organes aériens des orchidées.
Avant la Première Guerre, une importante firme bruxelloise spécialisée dans l'importation et la culture des orchidées exotiques, avait vendu un jour une magnifique variété d'Odontoglossum crispum, espèce éminemment variable. Elle l'avait vendu sur le vu d'une aquarelle la représentant. L'an suivant, la plante transportée à l'étranger, porta des fleurs moins belles. Et l'acquéreur fit un procès au célèbre établissement. Et celui-ci dut verser à l'adjudicataire une indemnité quadruple du prix de vente soit 40 000 francs-or. Il est évident que si le tribunal avait eu la preuve scientifique de la variation individuelle de Odontoglossum crispum, le responsable de cette grande firme belge d'orchidées n'aurait pas été ruiné et déshonoré.
Ses excursions à pied ou à bicyclette se développèrent, puis à partir de 1925 avec sa Ford. Il parcourut d'abord la Belgique avec Ernest Van den Broeck qui avait créé à Genval le jardin qu'il nomma « Les Roches fleuries ». Puis avec le directeur du Jardin botanique expérimental Jean Massart à Auderghem et enfin avec Louis Magnel, Président de la Société Royale de Botanique de Belgique. Il gagna ensuite la Hollande, principalement dans la région de Vermeulen, puis la France grâce aux renseignements du colonel anglais Godferrey et surtout E. G. Camus « bon auteur » dans le domaine des orchidées avec lequel il avait déjà eu des relations au sujet des bambous, puis en 1931, en Italie en Espagne et au Maroc. Il amassa ainsi une somme énorme d'observations accompagnées de 1200 aquarelles de fleurs d'orchidées.

## Reconnaissances de l'œuvre de sa vie

### David Fairchild et Frank Meyer

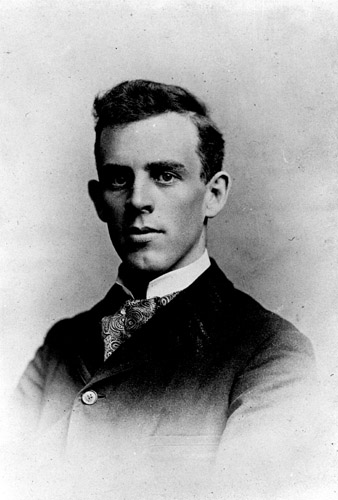
David Fairchild, botaniste, explorateur de plantes, directeur du Département Introduction des plantes à l'USDA.

Parmi les quatre cents correspondants avec lesquels Jean Houzeau échange des informations relatives aux bambous, peu de temps avant la parution de son Bulletin périodique "Le Bambou" (1906), David Fairchild tient une place particulière. Ces deux spécialistes des bambous entretiendront, à partir de 1904, une relation qui durera cinquante ans.
Peu de temps après son voyage au Japon et son étude sur l'introduction des bambous japonais en Amérique du Nord (1903), David Fairchild, responsable du Département Introduction des plantes du United States Department Agricultural (USDA) fait commencer les premiers essais de plantation d'espèces déjà introduites aux États-Unis et de bambous tropicaux de l'Amérique centrale. Parmi les plantes ayant un intérêt économique pour les États-Unis, il inscrit la prospection et la collecte de bambous en Extrême-Orient. Cette tâche est confiée à Frank Nicholas Meyer embauché par Fairchild comme explorateur de plantes à intérêt économique.

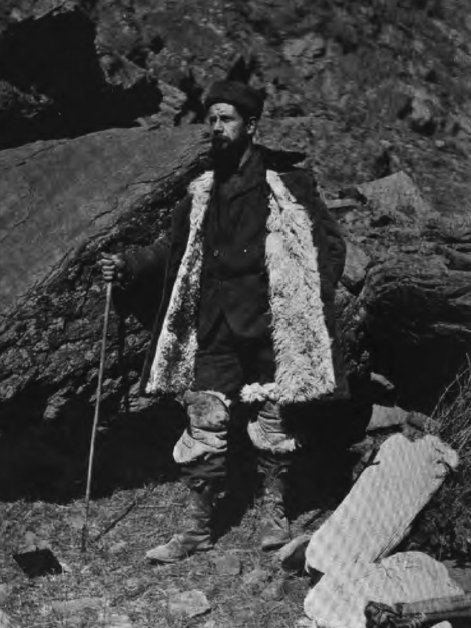
Frank Nicholas Meyer, explorateur de plantes, vers 1909 lors de sa deuxième expédition.

C'est à l'issue de la deuxième expédition (août 1909 à avril 1912) que Frank N. Meyer est dépêché par son patron pour qu'il rencontre Jean Houzeau dans sa propriété de l'Ermitage à Mons. Au cours de ces deux jours de visite, dans un premier temps, Frank Meyer examine et apprend à mieux connaître les bambous cultivés par le naturaliste hennuyer. Au cours de ses deux dernières expéditions, l'explorateur s'est déjà intéressé aux bambous de Chine mais ses multiples interrogations témoignent de son besoin d'acquérir des clés pour les reconnaître et les identifier. En ces quelques heures passées avec le père de la systémique des bambous rustiques dans sa plantation de l'Ermitage, F. Meyer, formé en Hollande par le botaniste et généticien Hugo de Vries, s'est familiarisé in situ, avec la méthode d'identification des bambous : il est désormais en mesure de reconnaître tous les bambous de l'Ermitage à partir des organes végétatifs aériens, hors des rares périodes de floraison.
F. Meyer est chargé également par D. Fairchild de demander à Jean Houzeau de venir prendre la direction des essais de culture des bambous aux États-Unis en vue de produire de la pâte à papier. Le responsable du Département Introduction des plantes et graines exogènes lui propose un traitement de 3000 dollars par mois, plus les frais de déplacement pour aller dans le monde entier rechercher les espèces de bambous qui conviennent le plus à la production de la pâte à papier. Une seule condition est exigée par l'administration américaine : devenir citoyen américain. Après un rapide examen de la proposition, Jean Houzeau fait savoir à son interlocuteur : "C'est merveilleux, ce serait l'accomplissement du rêve de ma vie".
Mais pressentant la montée des périls en Europe dans un avenir proche, il lui semble impossible de laisser, seuls, derrière lui, ses parents vieillissants. il décline donc l'offre de David Fairchid. F. N. Meyer, qui, lors de son passage à Amsterdam, vient de rendre visite à sa mère mourante et comprend d'autant mieux sa décision.
À ces raisons il est possible d'ajouter que son refus est guidé par un souci d'indépendance. Ses revenus disponibles, bien que modestes, lui assurent son autonomie matérielle et lui permettent de conduire sa vie comme il l'entend. Dans ses cahiers de souvenirs, Jean Houzeau ne manque pas d'établir un lien entre sa déclinaison de l'offre de Fairchild et le refus, de son oncle Jean-Charles Houzeau (astronome migrant aux États-Unis, à l'issue de la guerre de Sécession, de la fonction rémunérée de Gouverneur de Louisiane.
Jean Houzeau est, malgré son refus de l'offre de Fairchid, tenu au courant des essais de fabrication de papier à base de bambous aux États-Unis après la 1re Guerre mondiale ; en retour le bureau des essais bénéficie régulièrement de son avis et son expertise en la matière. Arrivé à la retraite, David Fairchid n'a pas oublié Jean Houzeau, pour son œuvre concernant les bambous mais aussi pour l'homme. Au printemps 1930, Fairchild entreprend un voyage autour du monde avant de se fixer en Floride et prend le temps de faire une étape à Mons. À cette occasion le botaniste américain lui annonce que Mr Floyd Allonso McClure lui succède dans sa fonction à l'USDA concernant l'expertise en matière de bambou. Jean Houzeau connaît déjà McClure, botaniste expert en bambou qui a fait des recherches poussées sur la fabrication de la pâte à papier en Asie, depuis son poste à Saïgon. Les deux hommes qui avaient à deux ans près le même âge, ont continué à correspondre jusqu'en 1953 toujours à propos de la culture des bambous aux États-Unis et en Europe.

### Le Professeur Giovanni Ettore Mattei

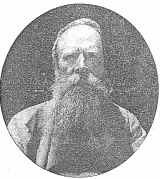
Professer Giovanni Ettore Mattei - 1865-1943

En 1907, le Professeur G. E. Mattei, de l'Université de Palerme (Sicile) un des nombreux correspondants de Jean Houzeau et abonnés à son bulletin périodique "Le Bambou" reçoit un échantillon fleuri de bambou d’Éthiopie et en le décrivant il le désigne Houzeaubambus Borzii. Il lui rend ainsi hommage en lui dédiant en 1911 un nouveau genre de bambous, Houzeaubambus. Cette désignation erronée est seulement retenue comme synonyme de Oxytenanthera abyssinica.

### Edmond Gustave Camus et sa fille Aimée Antoinette Camus
Description de la monographie de E G Camus.
En hommage à tous les travaux de Jean Houzeau de Lehaie sur la tribu des Bambusées, Mme Aimée Antoinette Camus, systématicienne au Jardin des Plantes de Paris a attribué le nom de Neohouzeaua à un genre regroupant actuellement sept espèces de bambous tropicaux. Sous l'influence de son père Edmond Gustave Camus, auteur reconnu pour ses travaux sur les bambous et orchidées, elle s'est également intéressée aux Bambusées.

### Floyd Alonso McClure
Résumé biographie Floyd Alonso McClure sa vie consacrée aux bambous et son statut d'exploitant agricole (planteur de bambous) qu'il s'accorde avant tout autre reconnaissance scientifique. Humanité de "Mickey" comme l'appelaient familièrement ses amis. Disparaît en divisant une touffe de bambou pour un de ses amis.
En 1957, en reconnaissance de tous les travaux consacrés par Jean Houzeau à la connaissance scientifique et à la culture du bambou dans sa propriété, Floyd Alonso McClure lui dédie un Phyllostachys ramené de Chine par Frank Meyer. Il s'agit du Phyllostachys viridis 'Houzeau".

### Le Bambusetum Jean Houzeau de Lehaie (Vendée)
Le bambusetum Jean Houzeau de Lehaie

## Sélection de publications

### Sources bibliographiques
L'essentiel de cette bibliographie a été établi par Jean Houzeau de Lehaie en collaboration avec Clovis Pierard vers 1958.

### Lexique des termes botaniques et horticoles utilisés dans cet article ne bénéficiant pas de lien internet
1. ↑  Bambou pachymorphe : bambou dont les rhizomes se développent en cépée, c'est-à-dire généralement de façon non traçante. A. et C Rivière F. A. McClure utilisent cette expression, Jean Houzeau utilise l'épithète caulo-bulbe, d'autres auteurs ont utilisé le terme sympodial.
2. ↑  Bambou leptomorphe : bambou dont les rhizomes sont fins et traçants, c'est-à-dire. A. et C Rivière, Jean Houzeau et F. A. McClure utilisent cette expression, d'autres auteurs ont utilisé le terme monopodial.
3. ↑  Mérithalle : synonyme d'entrenœud, partie du chaume de bambou qui se situe entre deux nœuds.
4. ↑  Arrachis : nom masculin généralement pluriel, terme d'horticulture signifiant « plant que l'on a arraché et dont les racines sont à nu ».
5. ↑  Intraspécifique: synonyme de infraspécifique, inférieur au niveau de l'espèce, cela concerne les sous-espèces, les variétés, les formes, les groupes et cultivars.
6. ↑  Botaniste pulvérisateur : botaniste effectuant des distinctions très fines entre espèces, sous-espèces, variétés… (antonyme : botaniste rassembleur).